# Battaglia di Mosca
La battaglia di Mosca (in tedesco: Schlacht um Moskau, in russo: Битва за Москву), combattuta nel periodo tra l'autunno del 1941 e l'inverno del 1941 tra le forze della Germania e dell'Unione Sovietica sul fronte orientale, durante la seconda guerra mondiale, costituì l'unico tentativo della Wehrmacht di conquistare e occupare la capitale russa. L'offensiva tedesca venne dapprima bloccata alle porte di Mosca e successivamente le truppe vennero costrette a indietreggiare, riuscendo tuttavia a impedire che la controffensiva dell'Armata Rossa accerchiasse e distruggesse le forze impegnate nell'attacco alla città.
La mancata conquista di Mosca precluse la realizzazione del piano strategico dell'Alto comando tedesco, che, nel quadro della stesura dell'operazione Barbarossa, prevedeva la conquista della capitale prima del sopraggiungere dell'inverno e costituì, insieme alla sconfitta nella battaglia d'Inghilterra, il secondo significativo punto di svolta nel conflitto a sfavore dei tedeschi.

## Antefatti
La Wehrmacht, durante le prime tre settimane dell'operazione Barbarossa, riuscì, attraverso la tattica della guerra lampo, a dilagare nell'Unione Sovietica, invadendo e superando velocemente la Polonia occupata e la Bielorussia, portando il gruppo d'armate Centro, comandato dal feldmaresciallo Fedor von Bock, dopo la chiusura della sacca Białystok-Novogródec, e la conquista della capitale Minsk, a occupare il 16 luglio la città di Smolensk, distante circa 300 chilometri da Mosca e obiettivo primario nella marcia di avvicinamento verso il Cremlino.
Dopo la conquista dell'importante caposaldo tuttavia l'avanzata verso Mosca si arrestò, e il fronte centrale rimase sostanzialmente fermo fino alla fine di settembre, in forza della decisione del Führer di dirottare a sud la 2ª Armata, comandata dal generale Maximilian von Weichs, e il panzergruppe 2, comandato dal generale Heinz Guderian, per realizzare la colossale tenaglia che avrebbe intrappolato tutte le forze sovietiche del fronte meridionale che stavano convergendo in direzione di Kiev. A nulla valsero le obiezioni contrarie del generale Franz Halder e del feldmaresciallo Walther von Brauchitsch, che auspicavano la prosecuzione dell'attacco verso la capitale, considerando che la conquista di Mosca avrebbe privato i sovietici non solo della loro capitale amministrativa ma anche di un fondamentale centro per la produzione di armamenti e nodo per le comunicazioni, e la marcia verso la capitale fu quindi sospesa per permettere l'esecuzione delle operazioni in Ucraina. Solo il 6 settembre Hitler iniziò a dare le disposizioni per il raggruppamento delle forze da utilizzare per l'attacco a Mosca, sostenendo che essa avrebbe dovuto essere presa prima del sopraggiungere dell'inverno; alla fine del mese i preparativi per l'assalto finale alla capitale sovietica furono ultimati e la data della ripresa delle operazioni fu fissata per il 30 settembre.

## Le forze in campo

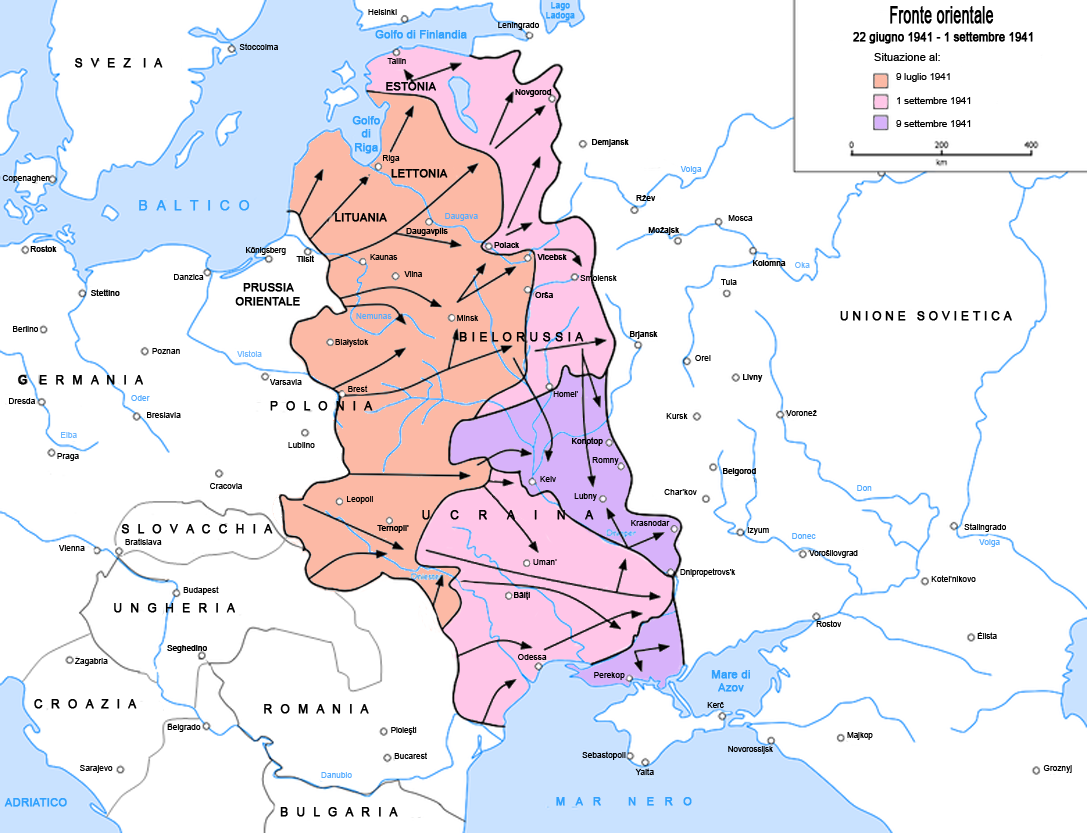
La linea del fronte ai primi di settembre del 1941

Il giorno 30 settembre ebbe inizio l'operazione Tifone, l'attacco a Mosca, la cui conquista avrebbe dovuto porre fine alla guerra contro l'Unione Sovietica; il comando dell'operazione fu affidato al comandante del Gruppo d'armate Centro, il feldmaresciallo Fedor von Bock, che al momento dell'attacco disponeva di una forza di circa 1.500 000 uomini e di circa 1 000 carri armati così ripartita: tre armate di fanteria, la 2ª, comandata dal generale Maximilian von Weichs, la 4ª, comandata dal feldmaresciallo Günther von Kluge, e la 9ª, comandata dal generale Adolf Strauß; tre gruppi corazzati, il III, comandato dal generale Hermann Hoth, il II, comandato dal generale Heinz Guderian, e il IV, fatto affluire dal fronte nord, comandato dal generale Erich Hoepner, per un totale di 14 divisioni corazzate, 8 divisioni di fanteria motorizzata, 2 brigate motorizzate e 46 divisioni di fanteria; alle forze terrestri si aggiungevano le due squadre aeree della luftflotte 2 (2ª flotta aerea), comandata dal feldmaresciallo Albert Kesselring.
Di fronte all'Heeresgruppe Mitte che si preparava all'offensiva furono disposti a difesa della capitale sovietica circa 1 250 000 uomini, 1 000 carri armati e 7 600 pezzi d'artiglieria; la forza aerea, nonostante le ingenti perdite patite nei primi giorni dell'offensiva, disponeva, al 30 settembre, di 936 velivoli. Durante il periodo di stasi delle operazioni nel settore centrale lo Stavka aveva disposto la linea difensiva intorno alla città basata su due livelli esterni: il primo nel settore comprendente Ržev e Vyazma, il secondo nel settore di Možajsk, più una serie di linee concentriche che circondavano l'intera area urbana di Mosca, dispositivo quest'ultimo che tuttavia, al momento della ripresa dell'offensiva, non era stato ancora completato.

## Piani operativi

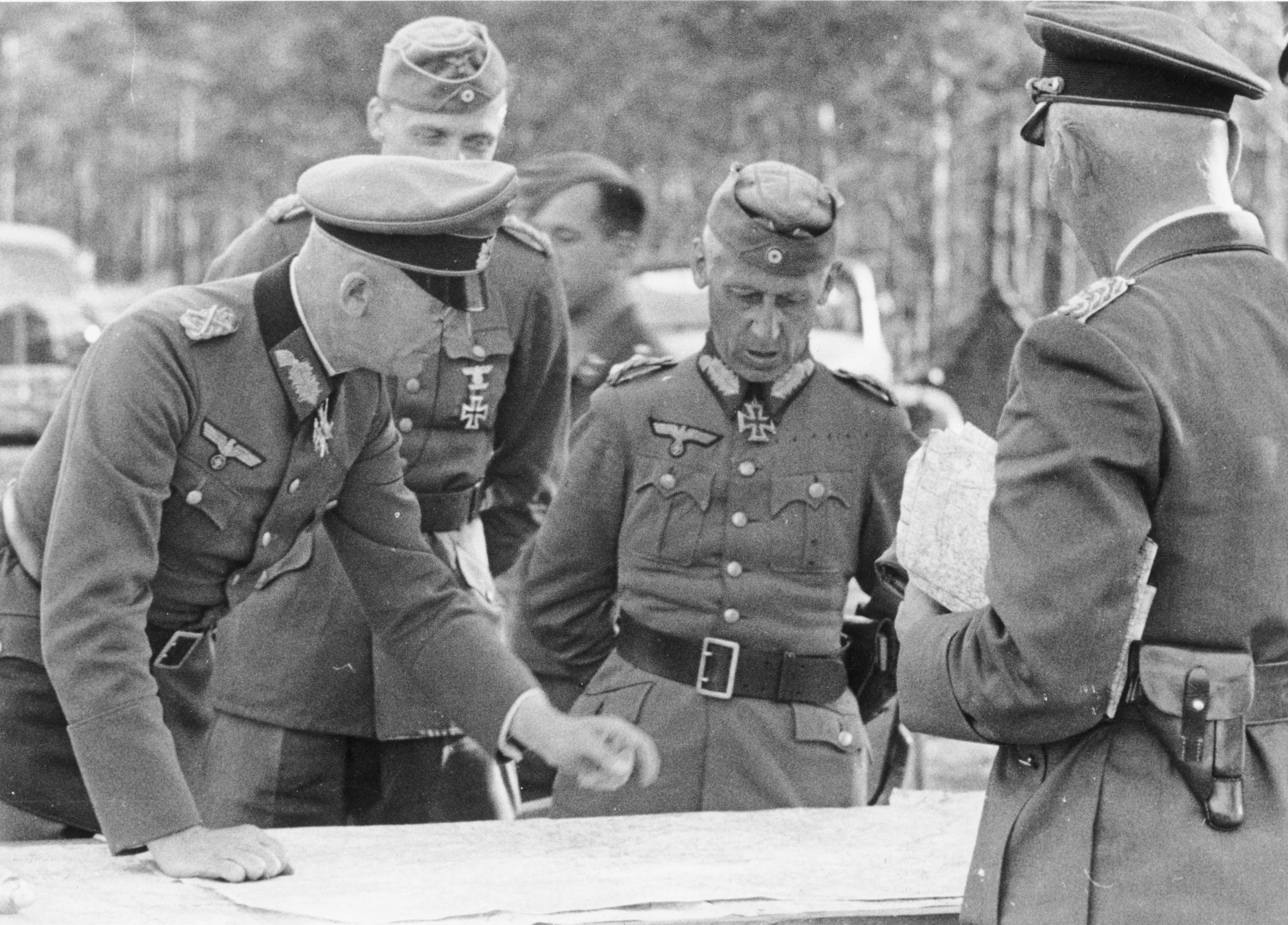
Il feldmaresciallo Fedor von Bock, comandante dell'Heeresgruppe Mitte (primo a sinistra) a colloquio con il generale Hermann Hoth, comandante del III gruppo corazzato ed il generale Wolfram von Richthofen (di spalle)

Il piano per la conquista della capitale era suddiviso in due fasi: la prima era l'avanzata sulla direttrice Smolensk - Mosca con la 9. Armee e il Panzergruppe 3 a nord e la 4. Armee e il Panzergruppe 4 a sud; i due bracci della tenaglia si sarebbero chiusi a est di Vjaz'ma, distante circa 200 chilometri da Mosca; compito affidato al LVI. Armeekorps (mot.), comandato dal generale Ferdinand Schaal da nord e al XXXXVI. Armeekorps (mot.), comandato dal generale Heinrich von Vietinghoff da sud. Da sud ovest il Panzergruppe 2 doveva avanzare verso Orël, in direzione della città di Tula con lo scopo di attaccare la capitale da sud e, durante la marcia, accerchiare e distruggere le tre armate sovietiche nel settore di Brjansk, compito affidato al XXXXVII. Armeekorps (mot.), comandato dal generale Joachim Lemelsen, e al XXXXVIII. Armeekorps (mot.), comandato dal generale Werner Kempf; la 2. Armee di fanteria avrebbe colmato lo spazio tra il IV e il Panzergruppe 2.

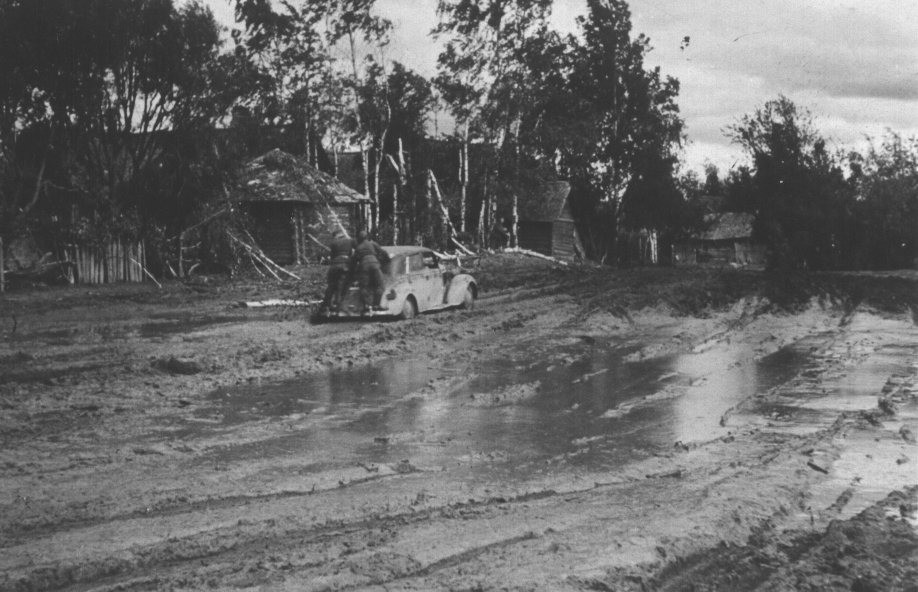
Con l'arrivo delle piogge autunnali la rasputiza, il fango russo, avrebbe rallentato notevolmente la velocità necessaria alle forze tedesche per la conquista di Mosca prima dell'inverno

La seconda fase era costituita dallo sfondamento del fronte occidentale sovietico, comandato dal generale Semën Konstjantynovyč Tymošenko, che dopo pochi giorni sarà inviato sul fronte sud e sostituito dal generale Georgij Konstantinovič Žukov, sulla direttrice Možajsk-Mosca e costituito dalle armate 43ª, 3ª, 50ª e 13ª, il superamento delle ultime "barriere" di Vjaz'ma e di Brjansk di fronte alla capitale, fronte comandato dal generale Andrej Ivanovič Erëmenko, l'inseguimento del nemico in fuga con tutti e tre i gruppi corazzati disponibili e la conseguente conquista o accerchiamento della città, fissando nel 7 novembre il termine massimo per l'attacco diretto a Mosca.
Le forze a disposizione di von Bock erano consistenti e il morale delle truppe era alto ma i problemi legati agli armamenti, agli equipaggiamenti e alla logistica cominciavano a farsi sentire: i tedeschi alla fine di settembre avevano già sofferto oltre 530 000 perdite, un numero decisamente inferiore a quanto patito dai sovietici ma che costituiva circa un sesto degli effettivi a disposizione della Wehrmacht alla data del 22 giugno, nessuna delle divisioni corazzate era più a pieno organico, la maggior parte dei reggimenti aveva perso un quarto dei mezzi di cui disponevano all'inizio della campagna, la distanza di oltre 600 chilometri dalle basi di rifornimento site in Polonia rappresentava di per sé un grande problema logistico, tanto che per fare pervenire il cibo, il carburante e i pezzi di ricambio per l'offensiva erano necessari trenta treni al giorno, problema acuito da quello, mai completamente risolto, del diverso scartamento dei binari, normale quello della Germania, largo quello dell'Unione Sovietica, e le prime piogge stavano per cominciare a bagnare il suolo sovietico.

## Le sacche di Vjaz'ma e di Brjansk

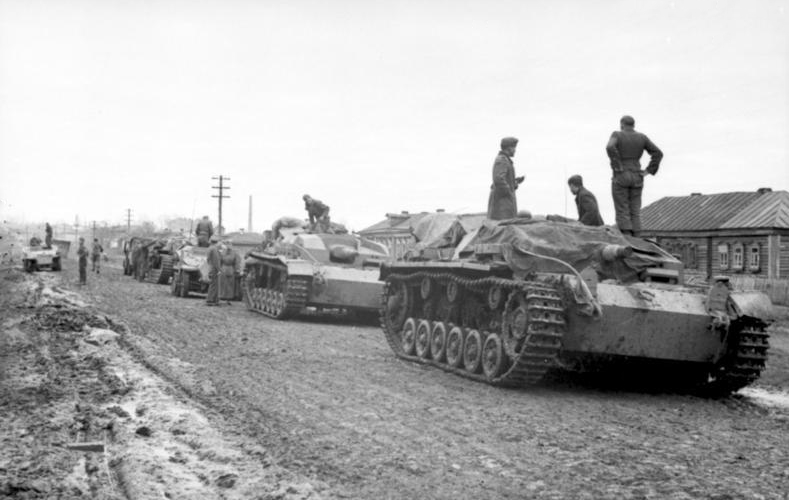
Cannoni d'assalto tedeschi StuG III attendono l'ordine di avanzata

Il giorno 30 settembre prese il via l'attacco, ricalcando le modalità già utilizzate durante l'offensiva estiva: le artiglierie iniziarono un intenso fuoco di sbarramento, la Luftwaffe effettuò un grande numero di sortite con lo scopo di disperdere i concentramenti delle truppe sovietiche e ancora una volta esse furono colte di sorpresa dall'intensità dell'attacco tedesco. La prima forza terrestre a muoversi fu il panzergruppe 2 a sud, il quale, solo durante il primo giorno, avanzò circa 80 chilometri sfondando la linea tenuta dalla 13ª armata sovietica, portandosi a ridosso della città di Orël, mentre il XLVII Corpo d'armata motorizzato e il XLVIII Corpo d'armata motorizzato iniziarono la loro diversione verso nord est allo scopo di conquistare l'importante nodo ferroviario e stradale di Brjansk.
Il 2 ottobre anche il IV gruppo corazzato, rafforzato dalla divisione SS Das Reich, comandata dal brigadeführer Paul Hausser, e dal Reggimento Großdeutschland, comandato dall'oberst Walther Hoernlein, si mosse in direzione est: il primo obiettivo era il superamento della barriera naturale rappresentata dal fiume Desna e, grazie alla sorpresa dell'attacco, le unità sovietiche a presidio dei ponti furono sopraffatte e le strutture catturate intatte; il primo giorno furono percorsi circa 30 chilometri, il XLVI Corpo d'armata motorizzato diresse direttamente verso Vjaz'ma mentre il LVII Corpo corazzato, comandato dal generale Adolf Kuntzen, proseguì la marcia in direzione est, puntando direttamente su Mosca. Contemporaneamente anche a nord il III gruppo corazzato riuscì a sfondare e, mentre il XLI Corpo corazzato, comandato dal generale Georg-Hans Reinhardt, si dirigeva a nord est in direzione di Ržev sul fiume Volga, il LVI Corpo d'armata motorizzato iniziava la diversione verso sud est per chiudere la tenaglia intorno a Vjaz'ma.

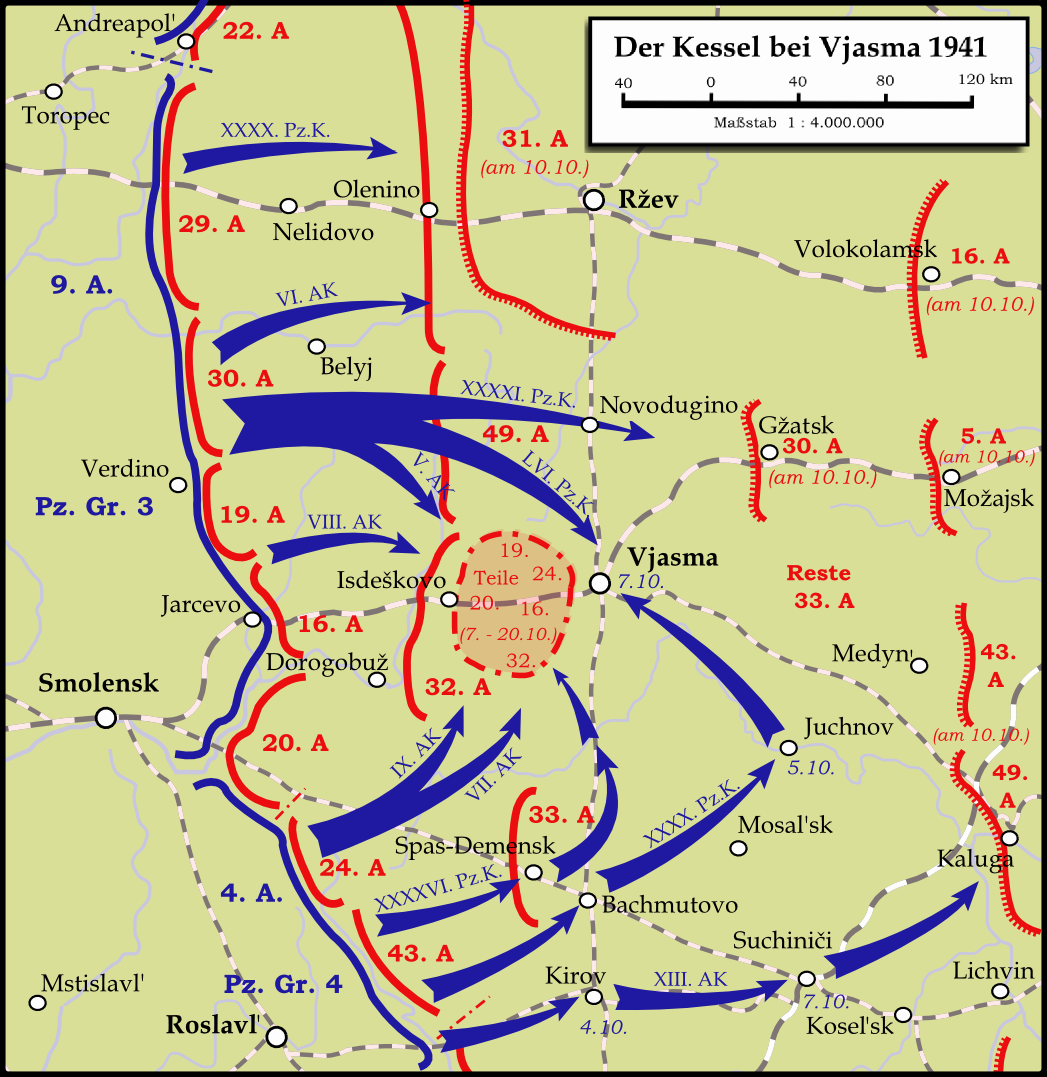
Movimenti del III e IV gruppo corazzato intorno alla città di Vjaz'ma

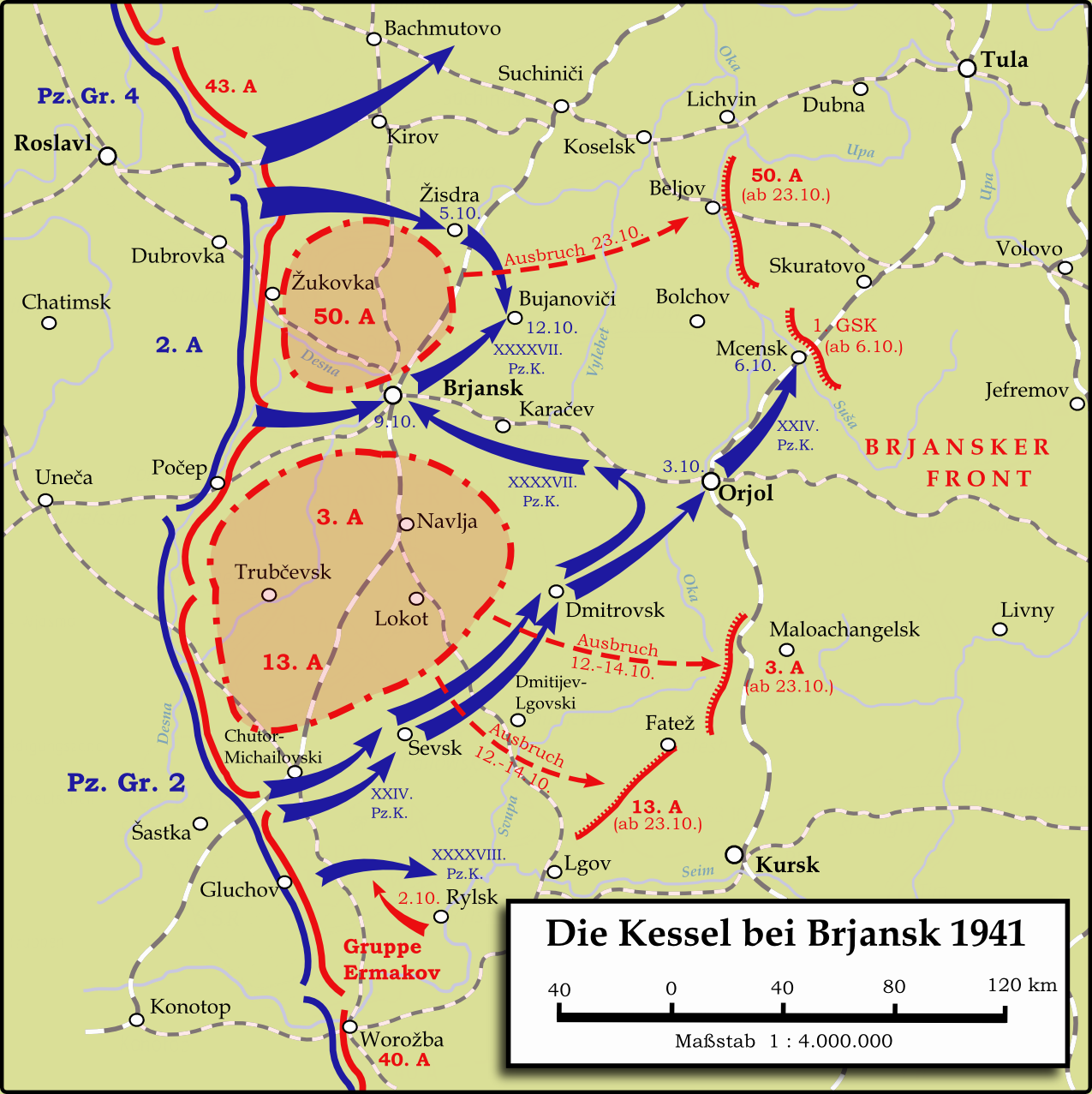
Movimenti della 2ª armata e del panzergruppe 2 intorno alla città di Brjansk

Il 3 ottobre, esattamente due giorni dopo la conclusione del vertice sovietico-anglo-americano circa la fornitura di aiuti urgenti all'Unione Sovietica, Hitler annunciò al popolo tedesco l'inizio di una "grande offensiva sul fronte orientale" e, mentre i tre gruppi corazzati si facevano velocemente strada tra le linee sovietiche che stavano cominciando a sfaldarsi, la 2ª armata di fanteria avanzava verso Brjansk.
Il 5 ottobre la 18ª divisione corazzata, comandata dal generale Walter Nehring, conquistò Karačev, tagliando la ferrovia che collegava la città a Orël, mentre il 6 ottobre la 17ª divisione corazzata, comandata dal generale Hans-Jürgen von Arnim, entrò a Brjansk. Conquistò la città e il ponte sulla Desna in un solo giorno: era accaduto che la nutrita guarnigione che presidiava la città, che ancora era in attesa delle istruzioni che il generale Erëmenko aveva richiesto a Mosca sulla possibilità di sganciarsi, semplicemente si era arresa.
Immediatamente dopo, le divisioni della 2ª armata si congiunsero con la 4ª divisione corazzata, comandata dal generale Willibald Freiherr von Langermann und Erlencamp, che costituiva la punta avanzata del panzergruppe 2; essa, percorrendo quel giorno la ragguardevole distanza di 130 chilometri, contribuì a chiudere la sacca dove vennero a trovarsi, ormai impossibilitate a ripiegare, tre armate sovietiche: la 3ª, la 50ª e la 13ª.

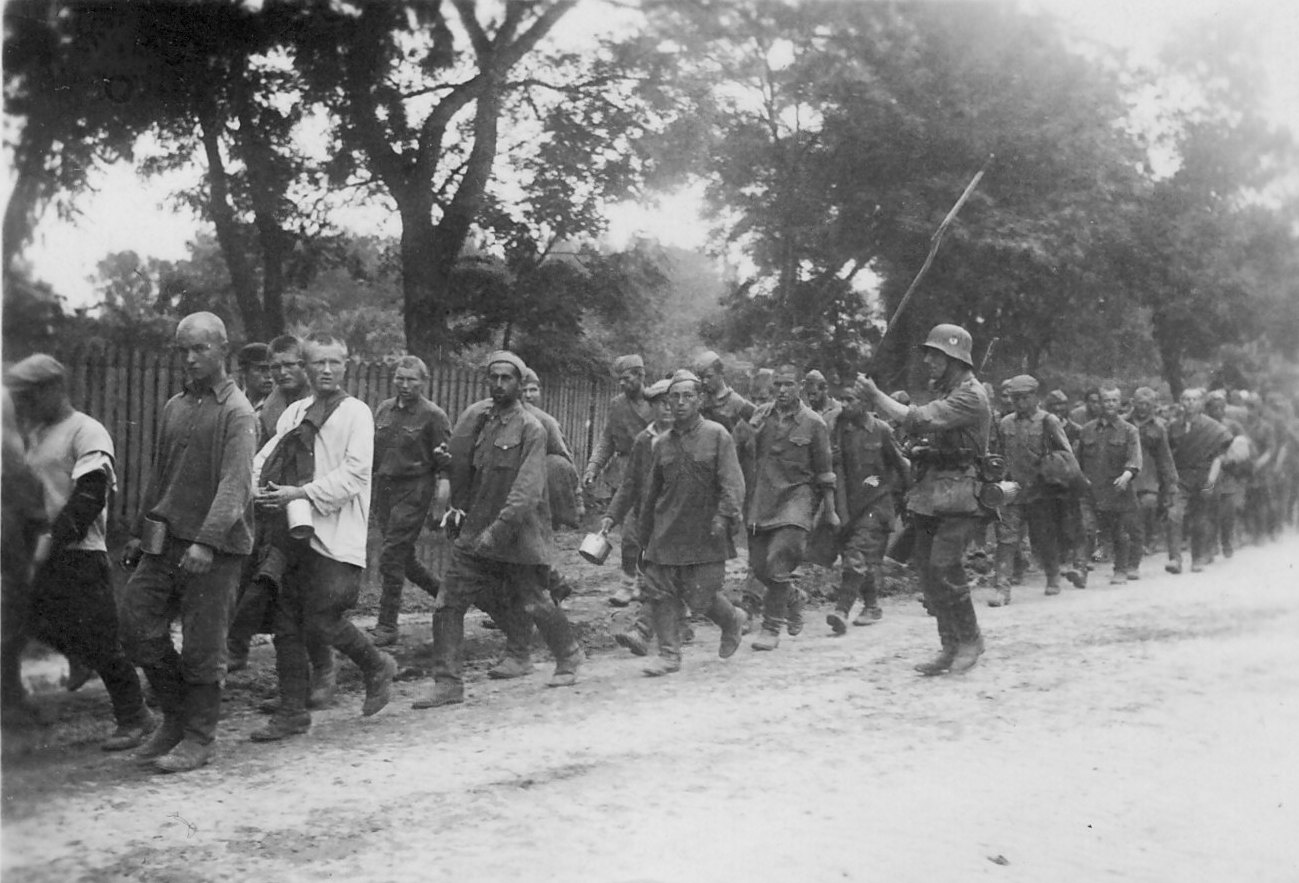
Soldati sovietici catturati dai tedeschi vengono avviati ai campi di prigionia

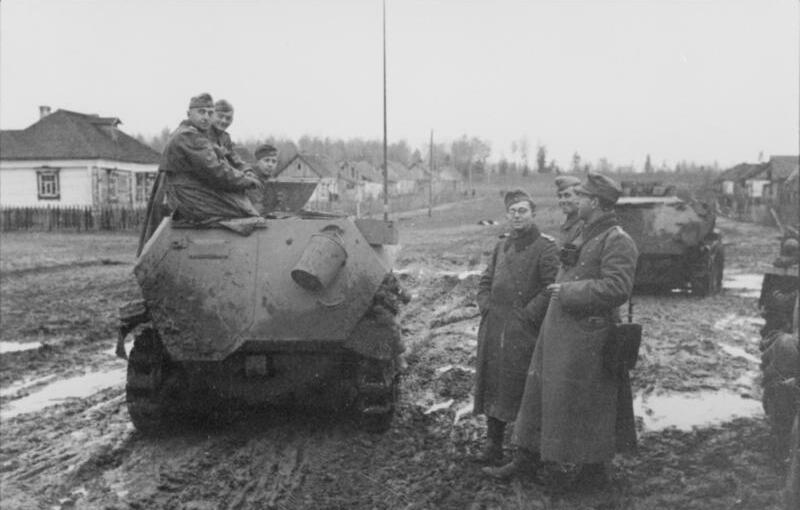
Ottobre 1941, iniziano le prime difficoltà dovute all'arrivo della pioggia e della neve

A circa 200 chilometri più a nord il IV gruppo corazzato avanzava velocemente. Il 6 ottobre la 10ª divisione corazzata comandata dal generale Karl Fischer si trovava solo a 18 chilometri da Vjaz'ma, e il giorno dopo, nonostante la prima neve caduta il giorno precedente - immediatamente scioltasi, ma che aveva tramutato le strade in pantani e acquitrini - la città fu occupata con l'aiuto dei reparti del XL corpo corazzato, comandato dal generale Georg Stumme, mentre il XLVI corpo d'armata motorizzato, avanzando verso est, contribuì a chiudere il braccio meridionale della tenaglia.
Contemporaneamente a nord il III gruppo corazzato proseguiva verso est e la 6ª divisione corazzata, comandata dal generale Franz Landgraf, e la 7ª divisione corazzata, comandata dal generale Hans von Funk, occuparono la città di Cholm, catturando intatti i ponti sul fiume Dnepr, e il LVI Corpo d'armata motorizzato, deviando verso sud est, si congiunse con la 10ª divisione corazzata, punta avanzata del XLVI corpo d'armata motorizzato, a est di Vjaz'ma, chiudendo i sovietici in una sacca e intrappolando 55 divisioni; il successo della manovra fu completato da alcuni reparti della 7ª divisione corazzata, al comando del colonnello Hasso von Manteuffel, i quali bloccarono l'autostrada per Mosca, eliminando le residue speranze di ripiegamento dei pochi reparti sfuggiti all'accerchiamento.
I combattimenti all'interno delle due grandi sacche si protrassero per alcuni giorni. La definitiva capitolazione delle forze accerchiate avvenne il 17 ottobre a Vjaz'ma e il 25 ottobre a Brjansk: nelle due battaglie furono catturati circa 670 000 soldati, l'equivalente di 45 divisioni, 1 200 carri armati furono catturati o distrutti, insieme a 4 000 cannoni e le ultime barriere di fronte alla capitale erano state sopraffatte.

## L'attacco a Mosca

### Il primo tentativo (13 - 29 ottobre)

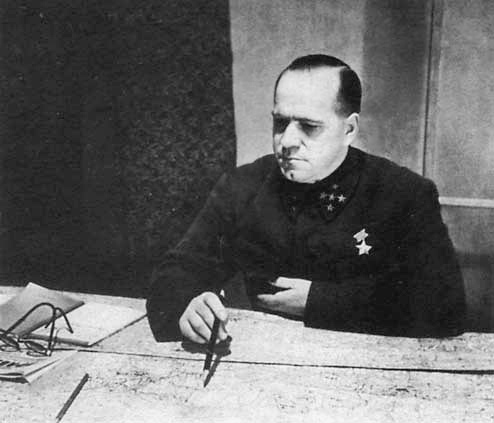
Il generale Georgij Konstantinovič Žukov, comandante del fronte occidentale sovietico e della difesa di Mosca, nell'ottobre del 1941

Dopo la chiusura della sacche di Vjaz'ma e di Brjansk, l'avanzata della Wehrmacht proseguì verso quella che Hitler aveva definito "la capitale tartara" e il 14 ottobre, alcuni giorni prima della capitolazione delle truppe intrappolate nelle sacche, furono emanate le direttive per l'attacco finale a Mosca. A nord, la 9ª Armata e il III gruppo corazzato, a cui era stato mutato il nome in 3ª armata corazzata, avrebbero dovuto dirigersi verso Ržev e Kalinin per congiungersi con il IV gruppo corazzato. La 4ª Armata avrebbe dovuto seguire la direttrice Možajsk-Mosca, puntando direttamente sulla capitale, la 2ª Armata di fanteria avrebbe continuato a colmare lo spazio tra il settore nord e quello sud e, infine, il Panzergruppe 2, rinominato 2ª Armata corazzata, avrebbe conquistato Tula e Kolomna per isolare la città da sud. Contemporaneamente nel comando sovietico avvennero significative modifiche: il 10 ottobre il generale Žukov assunse il comando del fronte occidentale sovietico in sostituzione del generale Tymošenko inviato sul fronte sud; come suo capo di stato maggiore fu nominato il generale Vasilij Danilovič Sokolovskij e, come capo politico, il futuro premier dell'Unione Sovietica Nikolaj Aleksandrovič Bulganin.

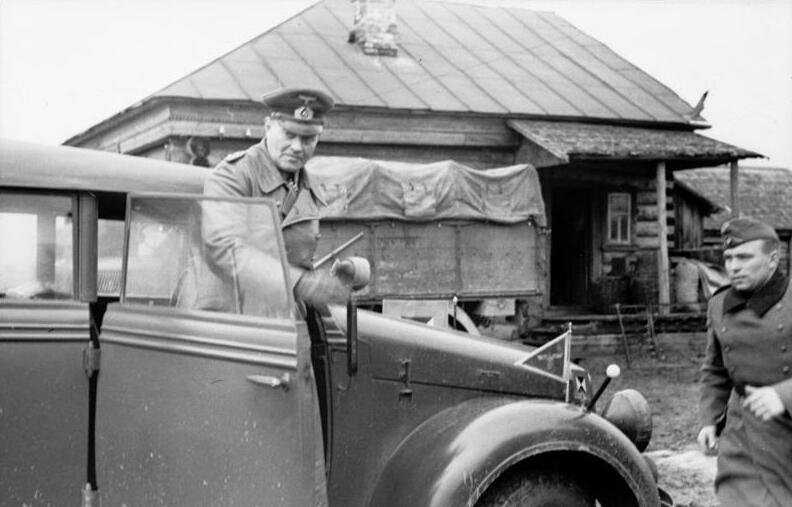
Il generale Erich Hoepner, comandante del IV gruppo corazzato, a cui fu affidato il compito di puntare direttamente su Mosca

Nel settore nord dello schieramento tedesco il 13 ottobre fu conquistata Kaluga. Il giorno dopo cadde Kalinin. La conquista della città, a opera della 1ª Divisione corazzata comandata dal generale Walter Krüger, punta avanzata della 3ª Armata corazzata, comandata dal generale Georg-Hans Reinhardt, permise di interrompere la linea ferroviaria tra Leningrado e Mosca, mentre circa 50 chilometri più a sud il IV Gruppo corazzato si mosse in direzione di Borodino e di Možajsk, al centro delle quali si trovava un forte concentramento di truppe sovietiche a difesa dell'autostrada che conduceva a Mosca. Tra le truppe presenti in quel settore si trovava la 32ª Divisione di fanteria siberiana proveniente da Vladivostok: questa unità era la prima che Stalin aveva spostato dalla difesa dell'oriente, dopo essere venuto a conoscenza dalla spia Richard Sorge dell'intenzione del Giappone di attaccare gli Stati Uniti, e quindi di essere stato parzialmente sollevato dal timore dell'apertura di un secondo fronte a est. I combattimenti furono cruenti e le truppe sovietiche erano efficacemente equipaggiate con tenute invernali, di cui i tedeschi non disponevano. Inoltre, per la prima volta i reparti corazzati operarono in formazione "chiusa", adottando il sistema tedesco del "raggruppamento", ma il 19 ottobre le punte avanzate del IV Gruppo corazzato, la 10ª Divisione corazzata e la 2ª Divisione corazzata delle SS "Das Reich" comandata dal brigadeführer Wilhelm Bittrich, si congiunsero superando la Moscova. Lo stesso giorno cadde Možajsk, distante meno di 100 chilometri dalla capitale.

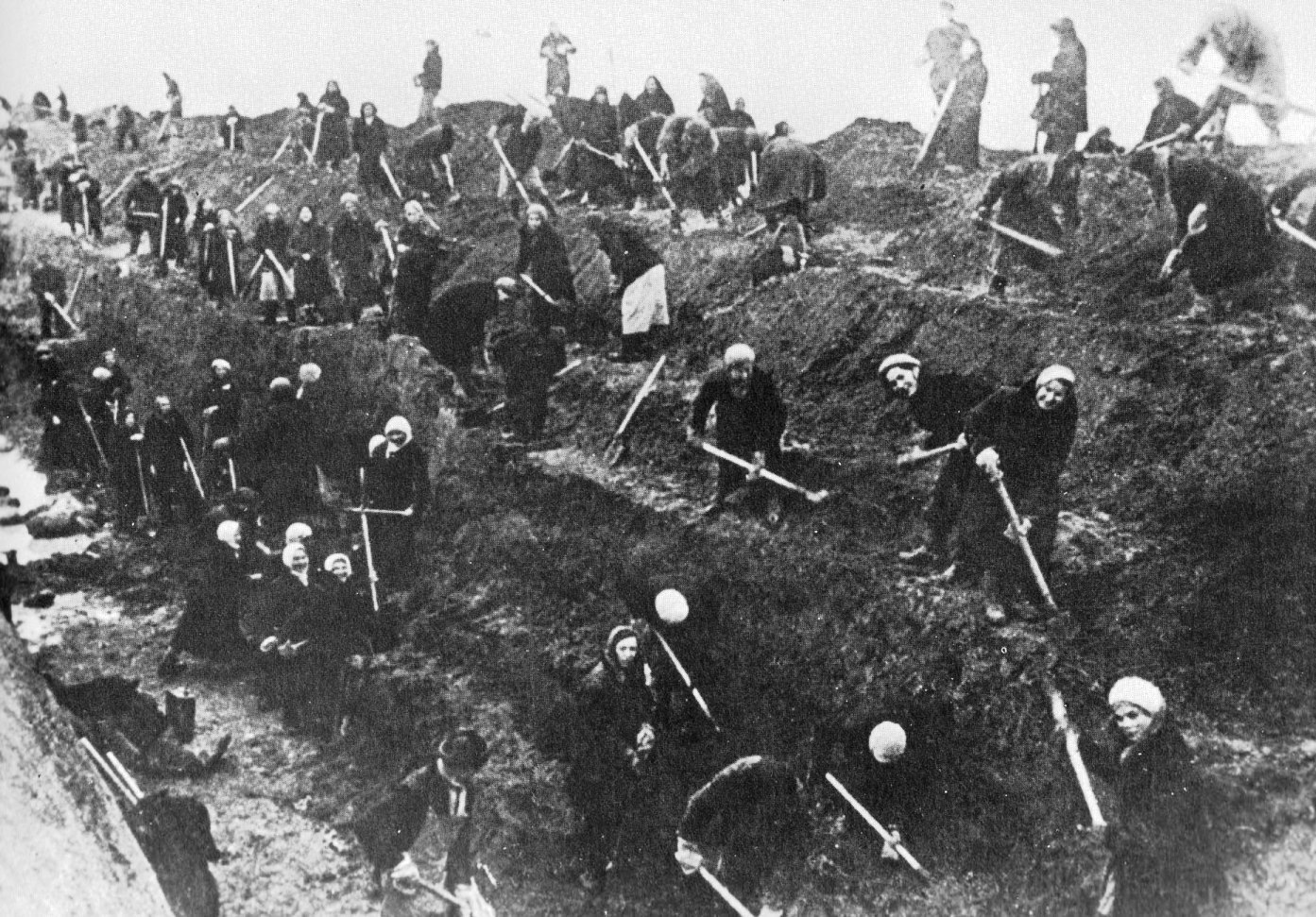
Donne moscovite impegnate nello scavo di fossati anticarro a difesa della capitale

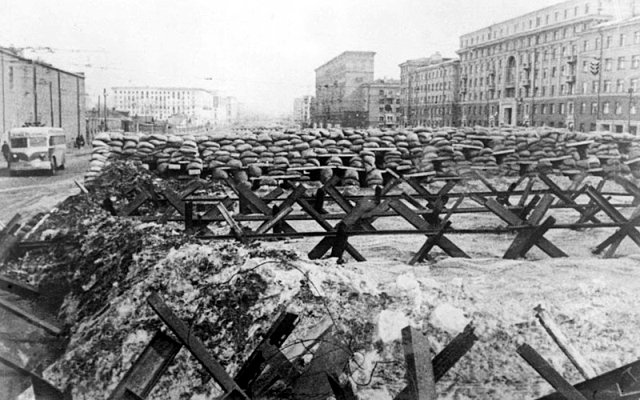
Barricate e postazioni difensive, allestite dalla popolazione, nelle strade di Mosca

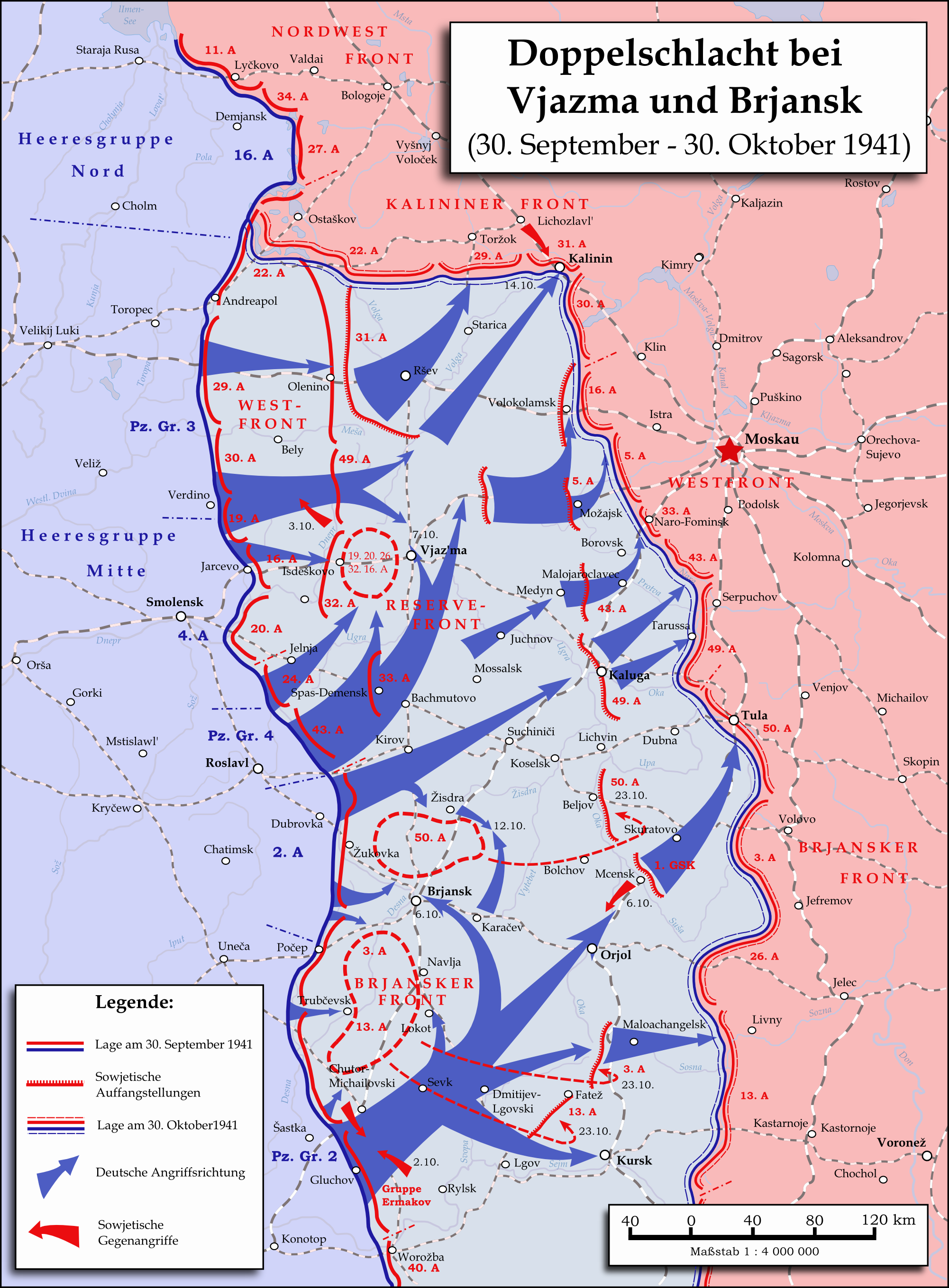
Linea del fronte il 30 ottobre 1941

L'approssimarsi delle truppe tedesche indusse Stalin a mettere in atto la strategia per la difesa della città, mobilitando circa 500 000 persone, tra uomini e donne, per approntare una "cintura" fortificata: furono scavati 8 000 chilometri di trincee e 100 chilometri di fossati anticarro e furono piazzati circa 300 chilometri di reticolati e un grande numero di sbarramenti di tronchi.
Il 16 ottobre, per arginare il panico che serpeggiava tra la popolazione sia a causa del diffondersi delle notizie in merito alle atrocità perpetrate dai tedeschi, sia dai bombardamenti della 2ª Luftflotte che avevano cominciato a colpire la città e i suoi dintorni, Stalin si circondò di un ristretto numero di ufficiali e ordinò l'evacuazione del cosiddetto "personale non idoneo al combattimento", tra cui diversi membri Commissariati del popolo e tutto il Corpo diplomatico, i quali furono trasferiti a Kujbyšev, e fece costituire circa 25 divisioni di "milizia rossa". La bara contenente le spoglie di Lenin fu rimossa dal mausoleo sulla Piazza Rossa e trasportata in un luogo segreto. Il 19 ottobre Stalin diffuse la notizia che egli si trovava a Mosca e che in nessun caso avrebbe abbandonato la capitale. Il giorno seguente venne proclamato lo stato d'assedio, con l'emanazione di severe disposizioni in materia di ordine pubblico che prevedevano la pena di morte per gli atti di sciacallaggio, di mercato nero e di diserzione, con l'ordine di giustiziare sul posto chi fosse stato trovato nella flagranza di compiere tali azioni.

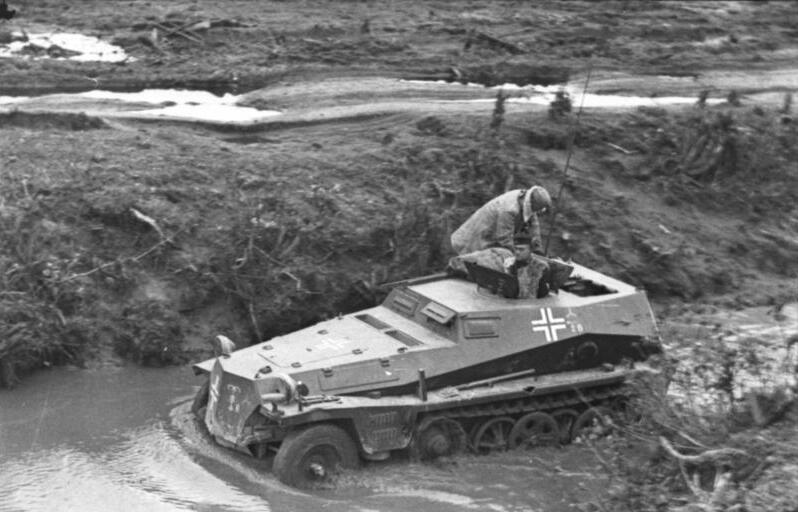
Il terreno, reso fangoso e molle a causa delle piogge autunnali, e la scarsità di strade praticabili per i mezzi corazzati compromisero l’avanzata tedesca verso Mosca

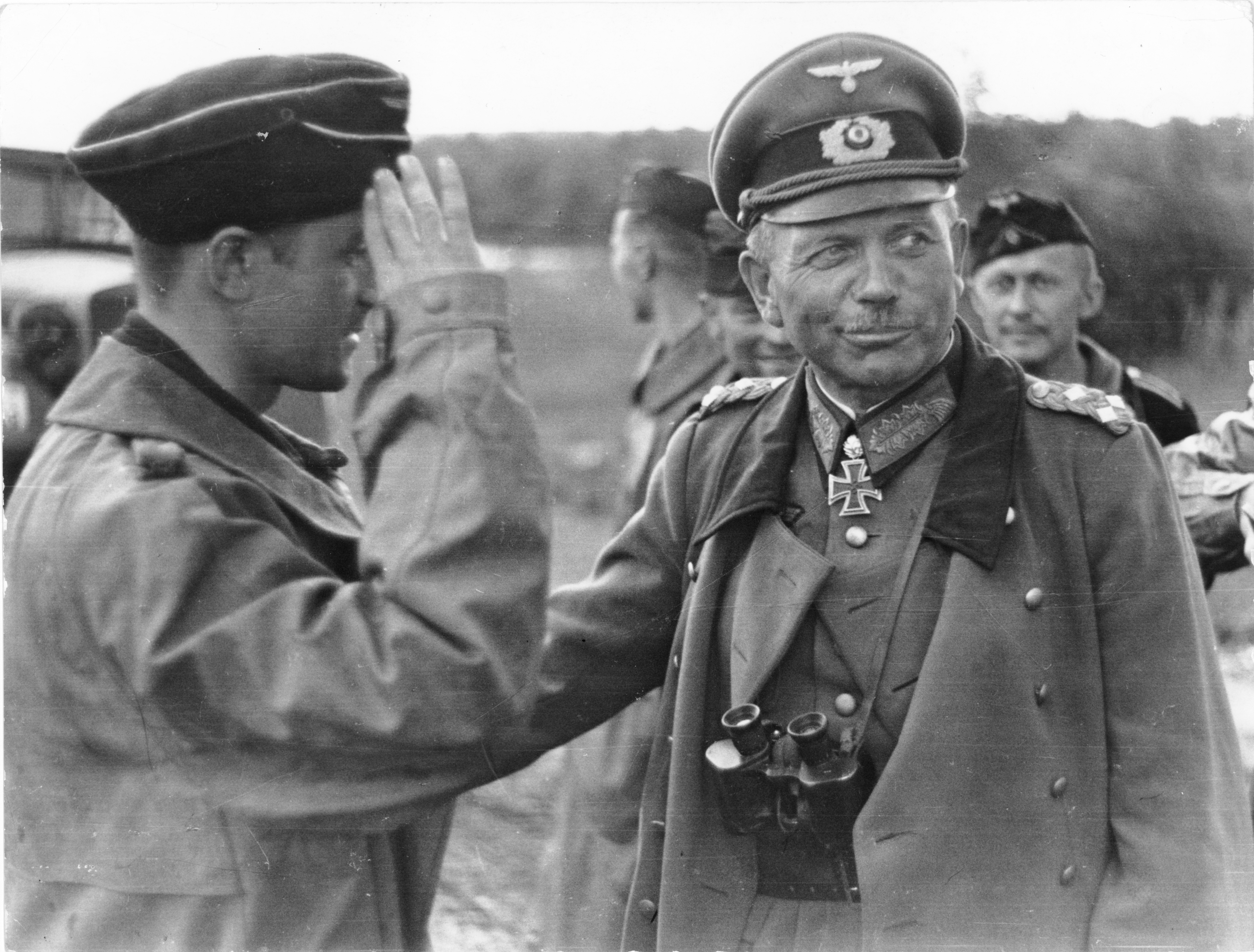
Il generale Heinz Guderian (a destra), comandante della 2ª armata corazzata, cui fu affidato il compito di attaccare Mosca da sud

La prima delle due linee difensive esterne di Mosca fu sfondata su tutto il fronte alla metà di ottobre e, mentre nella capitale si organizzava la difesa, i tedeschi continuavano ad avanzare, consapevoli tuttavia che il tempo giocava a loro sfavore: il terreno continuava a essere sempre più impraticabile. Le poche strade ancora transitabili e gli snodi ferroviari dovevano essere presi e tenuti, sia per non rallentare ulteriormente la velocità di marcia, sia per non interrompere il già scarso afflusso di rifornimenti. Il 22 ottobre la 3ª divisione motorizzata, comandata dal generale Kurt Jahn, riuscì a superare il fiume Nara, stabilendovi una testa di ponte. Il giorno dopo, la 19ª divisione corazzata comandata dal generale Otto von Knobelsdorff conquistò la città di Gorky, distante 65 chilometri da Mosca. Il XL corpo corazzato riuscì a farsi strada oltre la Moscova e, più a sud, la 78ª divisione di fanteria, comandata dal generale Emil Markgraf, arrivò a ridosso della seconda e ultima linea difensiva esterna della capitale, conquistando, il 27 ottobre, l'importante nodo stradale di Lokotnja. Tuttavia, il giorno seguente un violento contrattacco sovietico respinse i tedeschi dalla cittadina e costrinse la divisione a mettersi sulla difensiva.
Il fango, le basse temperature, la scarsità di rifornimenti e di indumenti adeguati, nonché l'accrescere della resistenza delle forze sovietiche, ebbero le medesime conseguenze anche negli altri due settori del fronte tedesco: a nord il fango impedì ai reparti corazzati di muoversi, e solo i fanti della 9ª armata poterono lentamente proseguire, ma il 19 ottobre un violento attacco corazzato della 29ª armata sovietica proveniente da nord e diretto verso la città di Kalinin, costrinse la 3ª armata corazzata a fermare l'avanzata e a ripiegare, lasciando la città ai sovietici. Fu evitato un possibile sfondamento solo grazie all'intervento del XLI corpo corazzato, comandato dal generale Walter Model, che dopo aspri combattiment durati giorni riuscì a mantenere la posizione lungo il corso superiore del Volga, creando una linea difensiva che da Kalinin si congiungeva con la 16ª armata, comandata dal generale Ernst Busch, presso Ostaškov.
Nel settore sud, la 2ª armata corazzata, comandata dal generale Heinz Guderian, superata Orël avanzò in direzione di Tula conquistando Bolchov. Il 23 e il 26 ottobre furono superati i fiumi Susha e Oka, ultimi ostacoli naturali prima della città, distante solo 90 chilometri. Immediatamente dopo caddero Mcensk e Cern, e il 29 ottobre i reparti avanzati della 3ª divisione corazzata, comandata dal generale Hermann Breith, e della 4ª, si trovavano a soli 4 chilometri dalla periferia di Tula, anche se il giorno dopo, a causa della forte resistenza e della scarsità di uomini e di mezzi a disposizione, l'attacco dovette essere arrestato. Fu ordinato alle truppe di ripiegare e di schierarsi in posizione difensiva, in attesa che il gelo consentisse ai mezzi corazzati di riprendere l'avanzata.

### Il secondo tentativo (17 novembre - 5 dicembre)

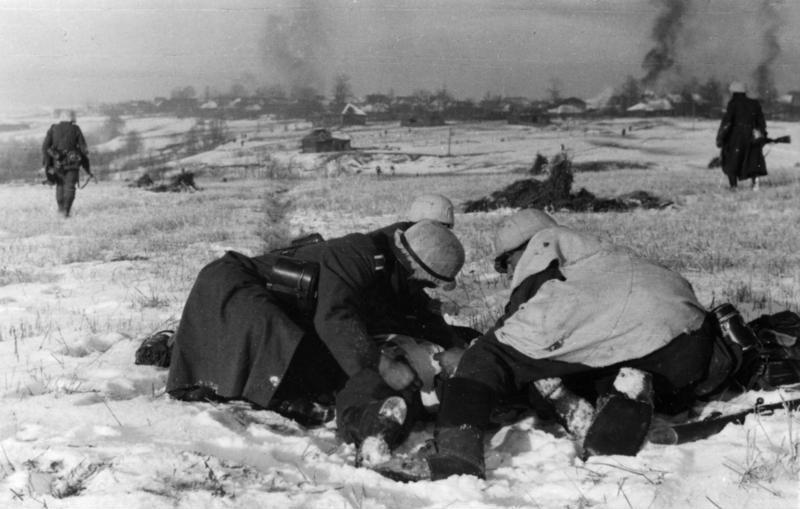
novembre 1941, fanti tedeschi, privi di equipaggiamento invernale, soccorrono un camerata ferito

All'inizio del mese di novembre, nella capitale sovietica cresceva il timore dell'arrivo dei tedeschi. Stalin, allo scopo di risollevare il morale della popolazione, decise il giorno 6 di celebrare comunque il 24º anniversario della Rivoluzione di ottobre nella stazione Majakovskij della metropolitana di Mosca. Il giorno dopo, secondo tradizione, si svolse sulla Piazza Rossa la grande parata militare, al termine della quale Stalin arringò i soldati e i cittadini, esortandoli alla difesa della patria.

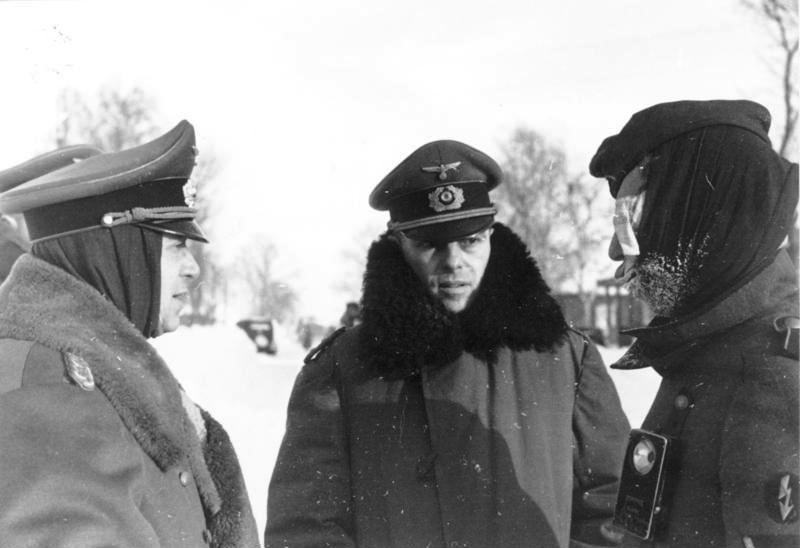
Il generale Richard Ruoff (al centro) comandante del V Corpo d'Armata di fanteria

Contemporaneamente, il momentaneo arresto dell'offensiva dette modo all'OKH di valutare l'opportunità se proseguire l'attacco e, nel caso, di stimare le forze eventualmente disponibili a compiere l'impresa; il capo di Stato Maggiore, il generale Franz Halder, prese in esame la situazione dell'intero fronte sovietico in una riunione tenuta nella città di Orša: il generale Georg von Sodenstern, in rappresentanza, per il Gruppo di Armate Sud, del feldmaresciallo Von Rundstedt, sostenne la necessità di interrompere l'offensiva e di schierare il gruppo di armate a difesa e ancora più semplici furono le argomentazioni del rappresentante, per il Gruppo di Armate Nord, del feldmaresciallo von Leeb, il generale Kurt Brennecke, cui fu sufficiente fare notare che nel mese di settembre al gruppo di armate erano state sottratte tutte le forze corazzate, dirottate al Gruppo di Armate Centrali per l'attacco a Mosca, e quindi si trovava di fatto nell'impossibilità di riprendere l'offensiva; diversa fu la posizione espressa dal generale Hans von Greiffenberg, in rappresentanza, per il Gruppo di Armate Centro, del feldmaresciallo von Bock, il quale riferì della possibilità di tentare un nuovo attacco verso Mosca, argomentando che la conquista della capitale, oltre a essere una necessità militare e psicologica, avrebbe evitato il pericolo di lasciare l'iniziativa ai sovietici su un fronte molto ampio e con scarse forze di riserva alle spalle, pur rimarcando tuttavia che la scarsità di mezzi, di rifornimenti, di equipaggiamenti delle truppe, la ristrettezza del tempo a disposizione prima che l'inverno facesse sentire tutto il suo rigore e il pericolo rappresentato da un possibile contrattacco avrebbero dovuto indurre allo schieramento difensivo, ma Hitler insistette affinché fosse portato l'ultimo assalto a Mosca, e il 13 novembre fu ordinata la ripresa dell'offensiva.

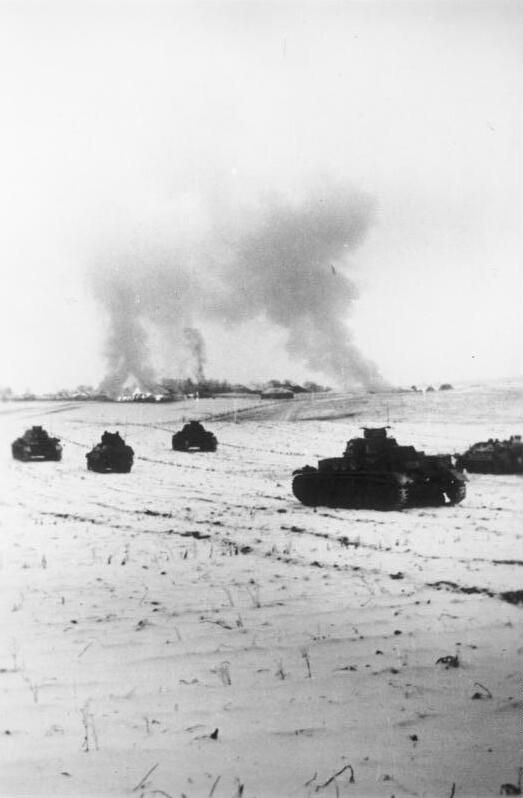
Carri armati del XL corpo corazzato tedesco nelle vicinanze di Istra

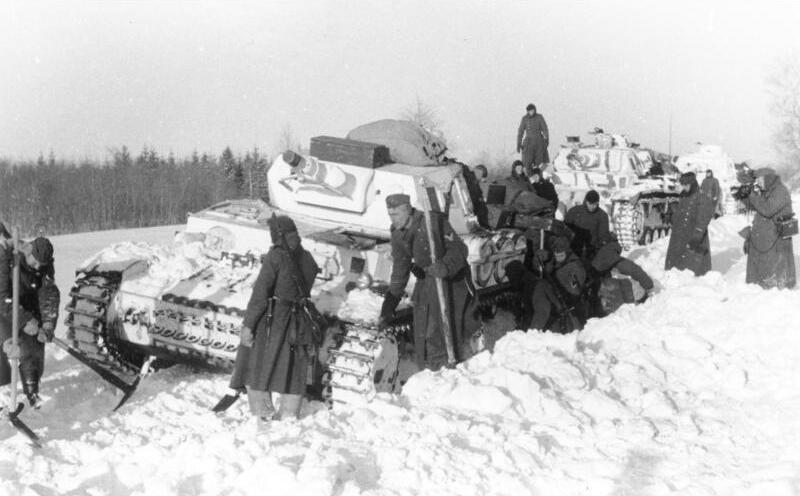
Soldati tedeschi tentano di sbloccare dalla neve un panzer IV D, slittato a lato della carreggiata

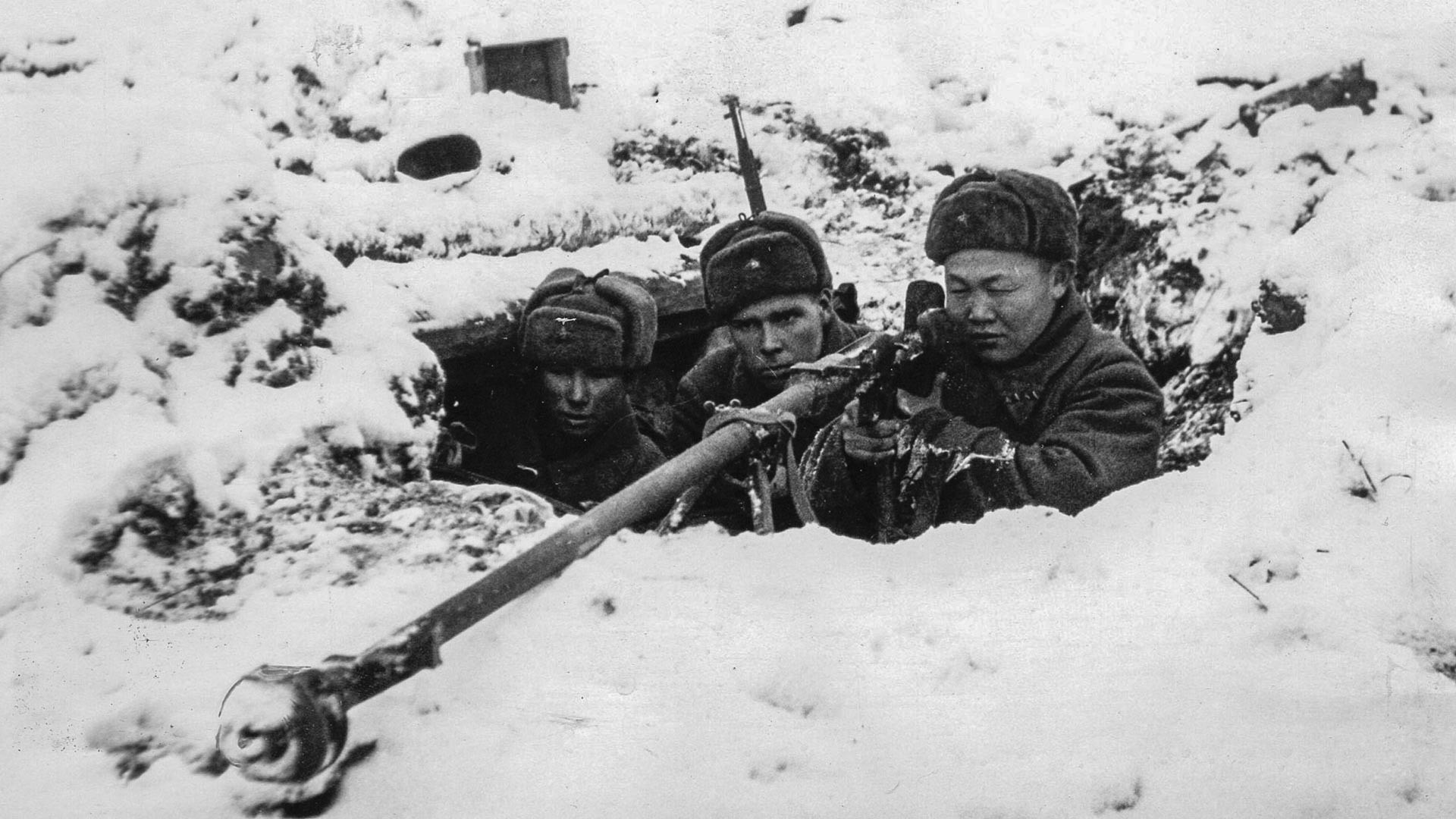
Postazione di soldati sovietici armati di PTRD-41

L'attacco verso la capitale riprese ufficialmente il 17 novembre, ma i tedeschi nei giorni precedenti avevano compiuto alcuni attacchi a sud, che permisero alla 2ª armata corazzata di occupare Maloarchangel'sk, a sud est di Orël e a nord, dove reparti della 10ª divisione corazzata avevano conquistato l'importante nodo stradale sito tra Ščëlkovo e di Dorochovo, mentre il VII Corpo d'Armata, comandato dal generale Wilhelm Fahrmbacher, aveva respinto i sovietici dalle alture che si ergevano alle spalle della zona, liberando in questo modo la principale via di rifornimento del IV gruppo corazzato. La grande unità corazzata il giorno prima si era mossa in direzione della città di Klin, respingendo un attacco sul fianco sinistro proveniente dalla 44ª divisione di cavalleria mongola, allo scopo di aprire un varco tra la rotabile che univa Kalinin a Mosca; compito affidato al V Corpo d'Armata di fanteria, comandato dal generale Richard Ruoff, dalla 2ª divisione corazzata, comandata dal generale Rudolf Veiel e dal LVI Corpo d'Armata motorizzato.
Il 19 novembre il termometro scese a 20 gradi sotto lo zero ma il 23 il V Corpo riuscì a occupare Solnečnogorsk, e il 25 Peshki, consentendo ai tedeschi di superare il canale Moscova-Volga, ultimo ostacolo naturale prima della capitale. Lo stesso giorno, reparti della 35ª divisione di fanteria, comandata dal generale Fischer von Weikersthal, avanzarono verso Istra e Krasnaja Poljana, avvicinandosi ulteriormente a meno di 30 chilometri da Mosca, e unendosi con reparti del LVI Corpo conquistarono la cittadina di Jachroma, dove si trovava la grande centrale elettrica che forniva energia alla capitale. Essa fu occupata da elementi del 25º reggimento corazzato, comandato dal colonnello Hasso von Manteuffel.

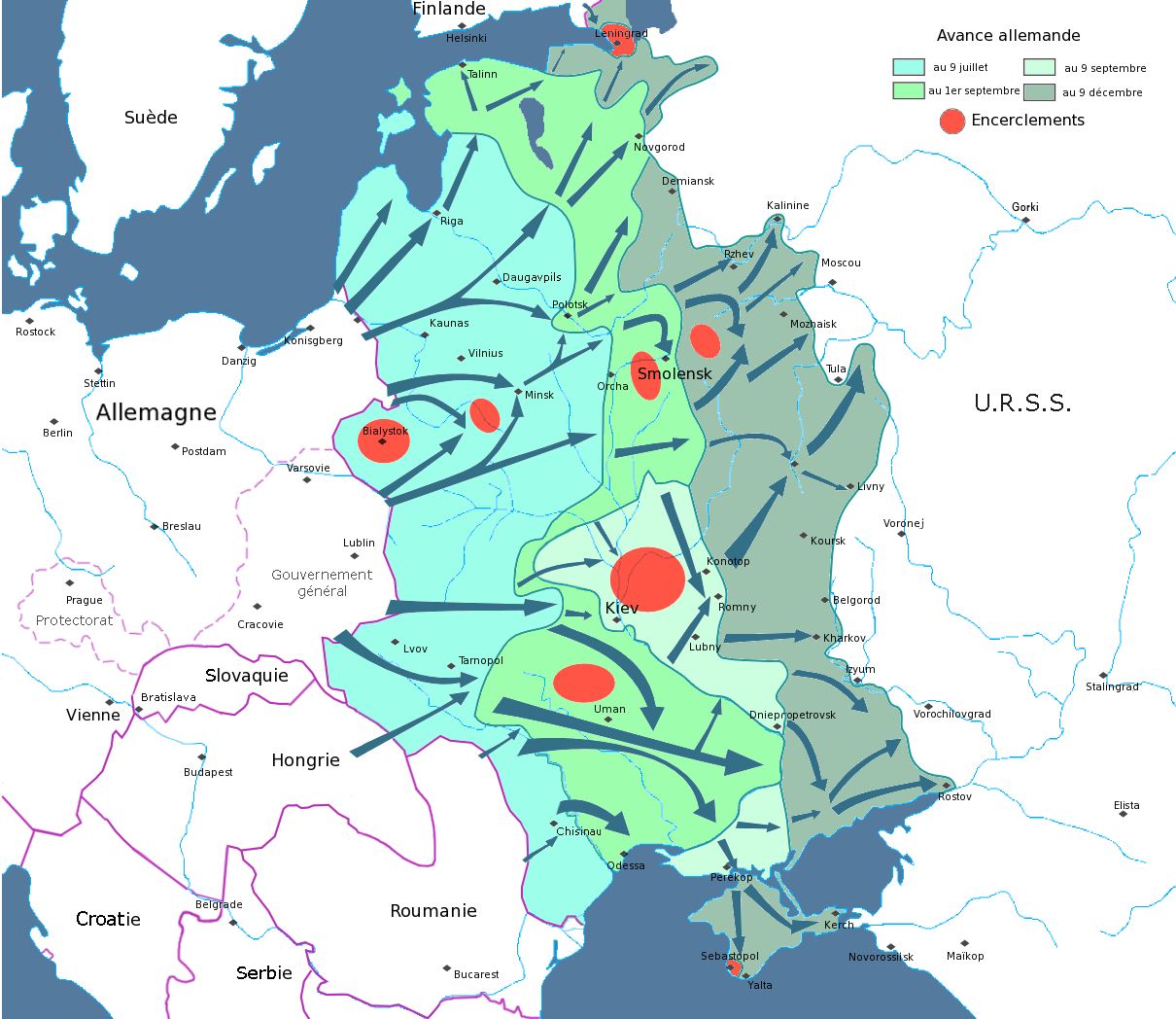
Mappa raffigurante la linea della massima avanzata tedesca al 9 dicembre 1941 (in rosso i grandi accerchiamenti realizzati dalla Wehrmacht)

Il 26 novembre, il XLI Corpo corazzato si fece strada fino a Oseretskoje, distante 38 chilometri dalla capitale, ed elementi della 26ª divisione di fanteria, comandata dal generale Walter Weiss, si spinsero fino a Lobnja, distante solo 17 chilometri da Mosca, facendo saltare in aria la stazione ferroviaria per impedire l'afflusso di rinforzi da parte sovietica. La 10ª divisione corazzata e la 5ª divisione di fanteria, comandata dal generale Karl Allmendinger, appoggiate da reparti della divisione SS Das Reich, riuscirono, dopo quattro giorni di combattimenti, a occupare Istra e a formare teste di ponte oltre il fiume omonimo presso Lopatova, ma il 27 novembre la temperatura scese a 40 gradi sotto zero, si moltiplicarono i casi di congelamento, e anche le armi ebbero difficoltà a funzionare. In quel momento i sovietici contrattaccarono riconquistando Jachroma, togliendo alla Wehrmacht quello che doveva essere il trampolino di lancio per l'avanzata da nord verso Mosca. L'attacco nel settore nord proseguì fino a Tušino e Chimki; quest'ultima distante solo 8 chilometri dalla periferia di Mosca e brevemente occupata da reparti della 258ª divisione di fanteria, comandata dal generale Waldemar Dr. Henrici. Reparti poi respinti da un rapido contrattacco della milizia rossa e del Komsomol.
Identica sorte subì, a sud, l'avanzata della 2ª armata corazzata, che riuscì il 30 novembre a tagliare la ferrovia tra Tula e Serpuchov, occupando il villaggio di Jasnaja Poliana, distante solo 7 chilometri da Tula, e dove il generale Guderian trasferì il suo quartier generale in previsione dell'occupazione della città, ma il successivo attacco, iniziato il 2 dicembre dalla 3ª e 4ª divisione corazzata, rinforzate dal reggimento Großdeutschland, comandato dall'oberst Walther Hoernlein, e dal XLIII Corpo d'Armata comandato dal generale Wilhelm Stemmermann, dovette essere interrotto il 5 dicembre a causa delle proibitive condizioni atmosferiche, dello stremo delle truppe e della sempre più strenua difesa sovietica, le cui forze stavano per passare alla controffensiva.

## Il contrattacco sovietico

### 5 dicembre 1941

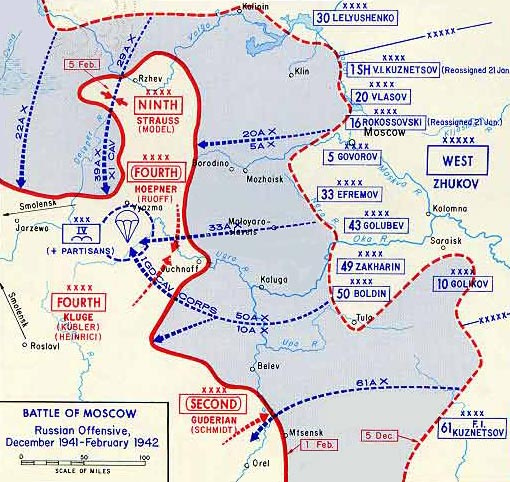
Dettaglio della controffensiva sovietica nell'oblast' di Mosca, dal 5 dicembre 1941 al 31 gennaio 1942

La controffensiva sovietica iniziò venerdì 5 dicembre sull'intero fronte tedesco, partendo da quello di Mosca, che distava circa 40 chilometri dalla città; le perdite subite e le proibitive condizioni ambientali avevano progressivamente consumato le forze della Wehrmacht mentre Stalin, grazie alle informazioni ricevute da Richard Sorge sull'intenzione del Giappone di attaccare gli Stati Uniti, e contestualmente di non aprire un secondo fronte in Unione Sovietica, aveva potuto fare affluire per la difesa della capitale consistenti forze provenienti dalla Siberia e, delle 16 armate disponibili per l'attacco contro l'Heeresgruppe Mitte, tre, la 1ª, la 10ª e la 20ª, erano composte da divisioni siberiane e asiatiche. Il piano d'attacco previsto dallo Stavka prevedeva una prima fase, consistente nell'arretramento del fronte tedesco da Mosca con l'azione delle forze del fronte occidentale, comandato dal generale Žukov, e una successiva che prevedeva, ove si fossero realizzate le condizioni, di accerchiare e distruggere l'intero gruppo d'armate centro, con una manovra a tenaglia che doveva svilupparsi da nord, con le forze comandate dal generale Ivan Stepanovič Konev, e da sud, con l'avanzata delle forze del fronte meridionale comandato dal generale Semën Konstjantynovyč Tymošenko, che avrebbero dovuto riunirsi alle spalle dello schieramento tedesco.
L'Armata Rossa lanciò contemporaneamente contro il fronte tedesco 16 armate più due corpi di cavalleria della guardia: il saliente di Klin che minacciava la capitale da nord, settore tenuto dal III e dal IV gruppo corazzato, appoggiati dalla 9ª armata di fanteria, fu attaccato da 8 armate, mentre il settore sud, che andava da Kaluga a Orel, tenuto dalla 2ª armata corazzata e dalla 2ª e 4ª armata di fanteria, fu investito da 8 armate e dai due corpi di cavalleria. Il gruppo di armate del fronte di Kalinin avanzò preceduto da un intenso fuoco di artiglieria, reparti di sciatori penetrarono attraverso la frammentaria linea del fronte tedesco, e poco dopo si misero in movimento le colonne corazzate. La 5ª armata, comandata dal generale Leonid Aleksandrovič Govorov, la 16ª armata, comandata dal generale Konstantin Konstantinovič Rokossovskij, e la 30ª armata, comandata dal generale Dmitrij Leljušenko, avanzarono in direzione di Klin. Il primo giorno dell'offensiva, aiutate dalle armate del fronte occidentale di Žukov, alla cui testa si trovavano la 1ª armata, comandata dal generale Michail Katukov, e la 20ª armata, comandata dal generale Andrej Andreevič Vlasov, penetrarono per 18 chilometri nelle linee tedesche, costringendo il generale Reinhardt a distaccare la 1ª divisione corazzata dal III gruppo corazzato per trasferirla velocemente verso la città, al fine di permettere il mantenimento dell'unica strada percorribile dai mezzi corazzati per consentirne il ripiegamento.
Nel settore sud, l'offensiva sovietica investì i fianchi del settore di Tula per impedire il ripiegamento della 2ª armata corazzata: la 10ª armata, comandata dal generale Golkov, e la 50ª armata, comandata dal generale Ivan Boldin, appoggiate dal I corpo di cavalleria, attaccarono presso Novomoskovsk, mentre la 33ª armata, comandata dal generale Efremov, la 43ª armata, comandata dal generale Sergej Golubev, e la 49ª armata, comandata dal generale Zacharin, avanzarono verso Kasira Michajlov, in direzione di Kaluga. Più a sud, la 3ª armata comandata dal generale Vasilij Ivanovič Kuznecov e la 13ª armata, comandata dal generale Romanov, insieme al II corpo di cavalleria della guardia, comandato dal generale Lev Dovator, puntarono verso Orël; il generale Guderian, che il giorno precedente era stato costretto a interrompere l'offensiva, constatata l'intensità dell'attacco sovietico, fu costretto a iniziare un breve ripiegamento. La linea del fronte momentaneamente riuscì a reggere il primo urto delle forze corazzate dell'Armata Rossa.

### La caduta di Klin e la ritirata da Tula

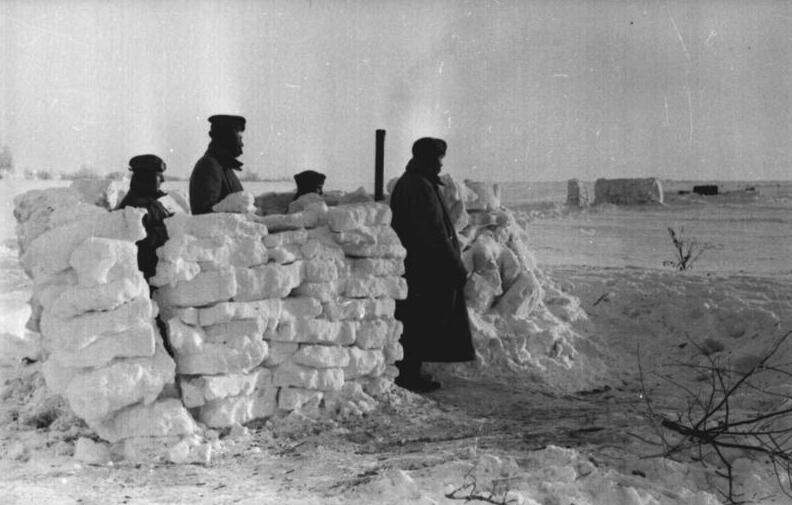
dicembre 1941, sentinelle tedesche in un riparo di fortuna, costruito con blocchi di ghiaccio

L'attacco sovietico nel settore di Klin rischiava di isolare l'intero III gruppo corazzato tedesco. La linea del fronte, tenuta faticosamente dalla 1ª divisione corazzata, fu rafforzata con reparti della 5ª divisione corazzata, comandata dal generale Gustav Fehn, e della 2ª divisione corazzata, comandata dal generale Rudolf Veiel. Il comando del settore fu affidato al generale Maximilian Siry, che di concerto con il generale Schaal organizzò un contrattacco, sia per evitare lo sfondamento, sia per mantenere libere le vie di comunicazione della città. L'incarico fu affidato alla 7ª divisione corazzata comandata dal generale Hans Freiherr von Funck, che il 9 dicembre riuscì a fermare l'attacco sovietico e a ristabilire una linea insieme alle altre due unità corazzate. Tuttavia, la minaccia proveniente dall'avanzata della 1ª e della 30ª armata, che intendevano congiungersi a ovest di Klin, rese necessario un ripiegamento dei reparti che si trovavano a est della città che, su autorizzazione di Hitler, venne effettuato il 13 dicembre. Il giorno 15 la città venne riconquistata, mentre i reparti della retroguardia tedesca si raggruppavano a Nekrassino, La conquista di Klin allontanò la minaccia che incombeva su Mosca, facendo arretrare le truppe della Wehrmacht di circa 90 chilometri, ma l'obiettivo dell'annientamento del III gruppo corazzato tedesco non fu conseguito.

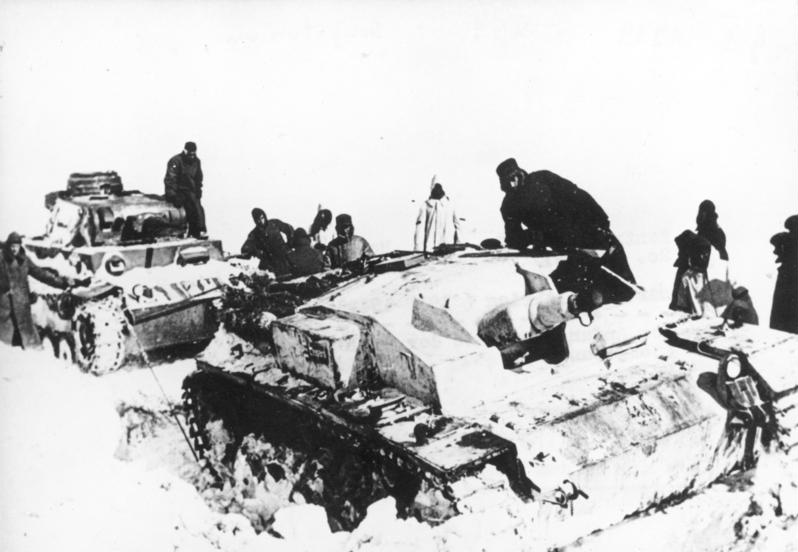
dicembre 1941, sturmgeschütz e panzer III tedeschi bloccati dalla neve

Nel settore sud, il grande numero di truppe sovietiche impedì alla 2ª armata corazzata qualunque tentativo di tenere il fronte, e analogamente a quanto stava accadendo a nord di Mosca, l'intento del generale Žukov era quello di accerchiare e di annientare l'unità corazzata tedesca. Per farlo, l'8 dicembre fu sferrato un attacco nei pressi della città di Michailov. Inizialmente la 17ª divisione corazzata, comandata dal generale Rudolf-Eduard Licht, riuscì a contenere l'urto insieme al reggimento Großdeutschland, comandata dal colonnello Walther Hoernlein, ma l'11 dicembre le unità tedesche dovettero ripiegare sulla linea Don-Upa. La speranza di Guderian di tenere la linea sui due fiumi si rivelò tuttavia irrealizzabile, e il 13 dicembre la 13ª armata sovietica la sfondò attaccando presso Jelez, costringendo la 2ª armata corazzata a ripiegare di circa 80 chilometri verso ovest. Durante il ripiegamento si aprì tuttavia uno spazio largo circa 40 chilometri tra la 2ª armata corazzata e la 4ª armata. Il comando sovietico sfruttò l'occasione con l'avanzamento del I corpo di cavalleria e facendo nascere il concreto pericolo di accerchiamento della 4ª armata.
Il generale Guderian si recò il 20 dicembre alla Wolfsschanze per riferire al Führer sulla precaria situazione del fronte tedesco nel settore a sud di Mosca e soprattutto per ottenere l'autorizzazione circa un ripiegamento sulla linea del fiume Oka. Parere condiviso anche dal capo dell'Oberkommando des Heeres, il feldmaresciallo Walther von Brauchitsch, ma Hitler non volle prendere in considerazione l'ipotesi di un ripiegamento del fronte con l'intenzione di evitarne lo sfaldamento, consegnando a morte sicura i battaglioni che erano a presidio dell'ormai spezzettata linea del fronte tedesco.

## Le sostituzioni ai vertici militari tedeschi

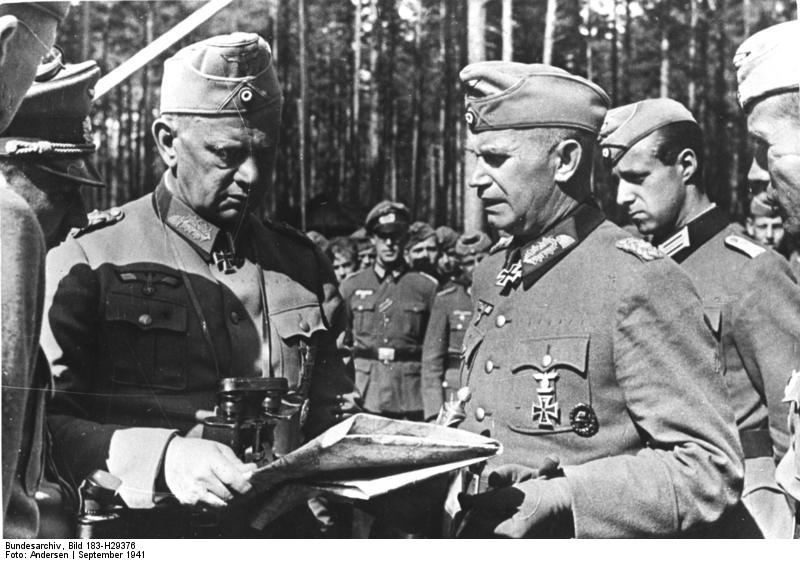
Il feldmaresciallo Walter von Reichenau (a sinistra), comandante della 6ª armata, sostituì, il 1º dicembre 1941, al comando dello Heeresgruppe Süd il feldmaresciallo Gerd von Rundstedt

La situazione di pericolo a cui era sottoposto l'intero Heeresgruppe Mitte a seguito della controffensiva sovietica riportò in superficie i contrasti tra Hitler e i vertici militari, inclusi i comandanti dei tre gruppi di armate, sulla condotta della guerra sul fronte orientale. Tali contrasti erano già emersi alcuni giorni prima dell'attacco nell'oblast di Mosca, sul fronte del Caucaso: il comandante dello Heeresgruppe Süd, il feldmaresciallo Gerd von Rundstedt, era stato destituito da Hitler il 1º dicembre poiché, a seguito del contrattacco che aveva liberato Rostov, aveva chiesto l'autorizzazione per un ripiegamento a est del fiume Mius, ma questo gli era stato negato, ed egli, temendo un accerchiamento del III corpo d'armata motorizzato, iniziò comunque il ripiegamento, venendo per questo sostituito con il comandante della 6ª armata: il feldmaresciallo Walter von Reichenau.

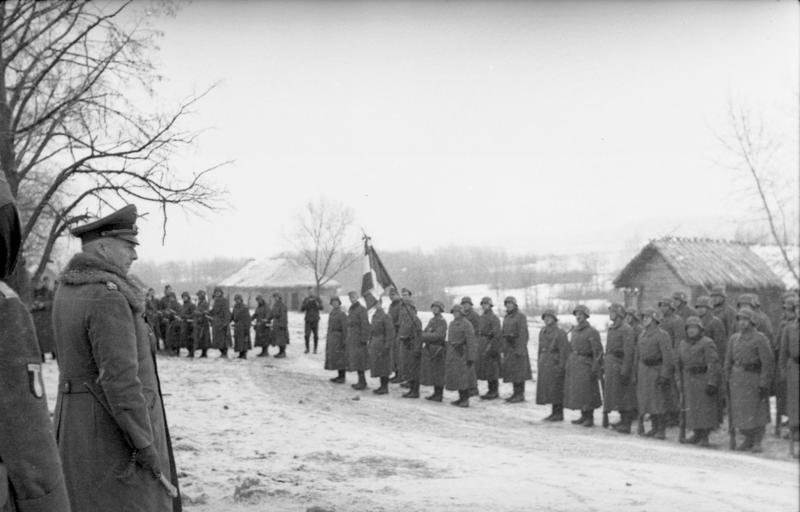
Il feldmaresciallo Günther von Kluge, nuovo comandante del Heeresgruppe Mitte, passa in rivista i reparti dell'LVF (638. reggimento di fanteria), nel novembre del 1941

La destituzione di von Rundstedt fu solo la prima di una serie di epurazioni che si susseguirono nel periodo compreso tra la seconda settimana di dicembre e la metà di gennaio 1942. Il 10 dicembre, il feldmaresciallo von Brauchitsch, comandante dell'OKH, venne destituito da Hitler, che di fatto assunse personalmente il comando di tutte le forze armate; l'11 dicembre il generale Emil Markgraf venne sostituito dal generale Paul Völckers al comando della 78ª divisione di fanteria; il 16 dicembre, a seguito dell'emanazione da parte di Hitler della direttiva che proibiva qualunque ritirata, anche quelle limitate, mandò in congedo, ufficialmente per malattia, il comandante dell'Heeresgruppe Mitte, il feldmaresciallo Fedor von Bock, sostituendolo con il comandante della IV armata, il feldmaresciallo Günther von Kluge; il 25 dicembre, il comandante della 2ª armata corazzata, il generale Heinz Guderian, venne sostituito dal generale Rudolf Schmidt; il 29 dicembre, il generale Hans von Sponeck venne destituito dal comando della 46ª divisione di fanteria per averne ordinato il ripiegamento dallo stretto di Kerč
Nel mese di gennaio del 1942 le principali destituzioni avvennero il giorno 8, quando il generale Erich Hoepner, comandante del IV gruppo corazzato, fu congedato con disonore dall'esercito con la motivazione di "codardia e disobbedienza". Venne sostituito con il generale Richard Ruoff il giorno 12, quando fu sostituito l'ultimo comandante dei gruppi d'armata che avevano iniziato l'operazione Barbarossa: il feldmaresciallo Wilhelm Ritter von Leeb, che diede le dimissioni a seguito del rifiuto da parte di Hitler di autorizzare un ripiegamento, venendo sostituito dal comandante della 18ª armata, ossia il generale Georg von Küchler. Il giorno 15, il generale Adolf Strauß fu sostituito, al comando della 9ª armata, dal generale Walter Model. In questo periodo, un totale di 35 alti ufficiali venne sostituiti o mandato in congedo per ordine del Führer a causa del loro intento di ripiegare e salvare la vita ai soldati che a migliaia stavano morendo di stenti, congelati, o per mano delle soverchianti forze sovietiche che stavano avanzando.

## La controffensiva d'inverno

### L'avanzata dell'Armata Rossa verso ovest

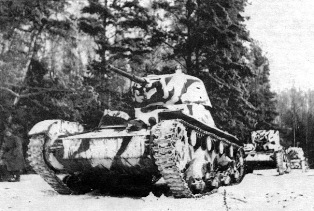
dicembre 1941, colonna di carri armati sovietici T-26 che avanzano verso ovest

A nord di Mosca, la 9ª armata tedesca stava cercando attraverso piccoli ripiegamenti di contenere l'avanzata della 22ª armata sovietica, comandata dal generale Vostruchov, che insieme alla 39ª armata, comandata dal generale Ivan Maslennikov, aveva attaccato nel punto di sutura tra l'Heeresgruppe Mitte e l'Heeresgruppe Nord, dove, a pochi chilometri di distanza, si trovava la 16ª armata tedesca, comandata dal generale Ernst Busch. Le due unità erano impegnate nel tentativo di stabilire un fronte per fermare l'avanzata delle due armate sovietiche che stavano muovendo in direzione di Kalinin e che, nei piani dello Stavka, avrebbero dovuto raggiungere rispettivamente Ržev e Vjaz'ma per trovarsi alle spalle dello schieramento tedesco.

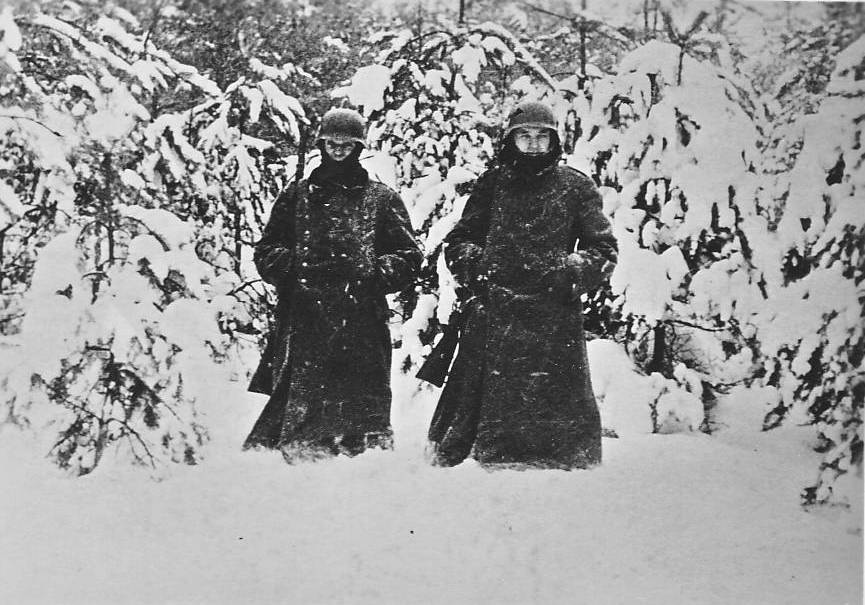
dicembre 1941, fanti tedeschi privi di equipaggiamento invernale nelle vicinanze di Mosca

Il VI corpo della 9ª armata, comandato dal generale Otto-Wilhelm Förster, resistette fino al 15 dicembre, quando la pressione delle due armate sovietiche divenne così forte da creare concretamente il pericolo di uno sfondamento. Di conseguenza, fu ordinato lo sgombero di Kalinin, che fu occupata il giorno successivo. Il generale Strauß, analogamente al generale Wilhelm Schubert, comandante del XXIII corpo d'armata, chiese il permesso di ripiegare ulteriormente per accorciare il fronte, rendendolo maggiormente difendibile. Tuttavia, il nuovo comandante dell'Heeresgruppe Mitte, il feldmaresciallo von Kluge, intese rispettare alla lettera le disposizioni di Hitler - secondo le quali la 9ª armata "non avrebbe più dovuto fare un passo indietro" - e proibì qualunque ripiegamento. La linea resistette fino al 31 dicembre, quando la 256ª divisione di fanteria, comandata dal generale Gerhard Kauffmann, e la 206ª divisione di fanteria, comandata dal generale Hugo Höfl, che difendevano Mologino, distante solo 30 chilometri da Ržev, dovettero abbandonare la città, che fu occupata il 3 gennaio 1942 dalla 39ª armata sovietica. Quest'ultima, invece di dirigersi verso Ržev, aggirò la località per dirigersi direttamente verso Vjaz'ma e, cinque giorni dopo il generale Erich Hoepner, comandante della IV gruppo corazzato, ribattezzato il 1º gennaio 4ª armata corazzata, ordinò il ripiegamento della sua ala destra per congiungersi con la 4ª armata di fanteria per limitare il pericolo che incombeva sulla città, venendo per questo rimosso da Hitler.

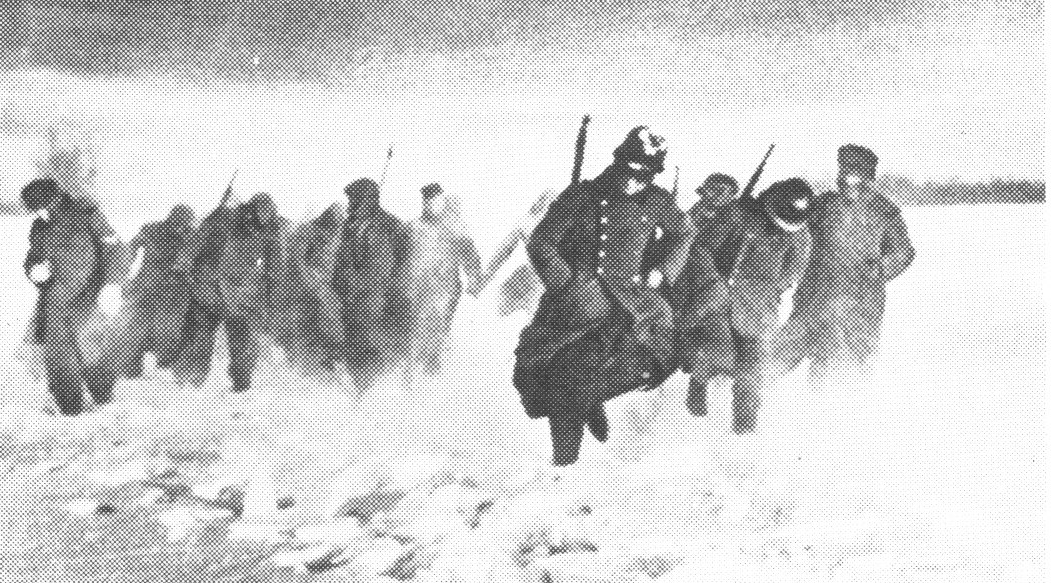
Soldati tedeschi durante la ritirata, iniziata a seguito del contrattacco sovietico

Il 16 dicembre. il generale Heinz Guderian chiamò personalmente Hitler per informarlo che la pressione delle quattro armate sovietiche nel settore sud rendeva ormai impossibile la resistenza sul posto, e gli chiese l'autorizzazione per creare una linea a est del fiume Oka. La richiesta venne respinta, e il giorno seguente ricevette ulteriore conferma della precarietà della situazione dai comandanti delle unità che presidiavano il settore: il 24º corpo corazzato, comandato dal generale Leo Geyr von Schweppenburg, il 53º corpo d'armata, comandato dal generale Weissenberger e il 47º corpo corazzato, comandato dal generale Lemelsen. Questi ultimi due furono autorizzati il 19 dicembre a ripiegare sulla linea della Plava, mentre il primo venne arretrato verso Orel per essere utilizzato come riserva. Contemporaneamente la 2ª armata di fanteria operò piccoli ripiegamenti sul fianco destro dello schieramento, ma dopo il colloquio avuto personalmente con Hitler il 20 dicembre, in cui il Führer venne informato che, a dispetto dei suoi ordini, il ripiegamento era già iniziato, il 24 dicembre le punte avanzate della 50ª armata sovietica superarono l'Oka a nord di Livny. La 10ª divisione di fanteria, comandata dal generale Friedrich-Wilhelm von Loeper, fu sopraffatta a Čern', consentendo lo sfondamento del fronte. Informato degli avvenimenti, il feldmaresciallo von Kluge chiese la rimozione dal comando di Guderian, che venne immediatamente trasferito il giorno 26 alla riserva degli ufficiali dell'OKH.

### L'accerchiamento di Cholm e la sacca di Demjansk
Il 6 gennaio 1942 i reparti avanzati dell'11ª armata sovietica comandata dal generale V. I. Morosov attaccarono in direzione di Staraja Russa, con l'intento di oltrepassare il lago Il'men' e, successivamente, seguendo la linea del fiume Volchov, realizzare il duplice obiettivo di attaccare la 18ª armata comandata dal generale Georg von Küchler, che si trovava a presidio di Leningrado, e impadronirsi dei grandi depositi di rifornimento della 16ª armata tedesca. In quel settore, al momento dell'attacco si trovava la 290ª divisione di fanteria, comandata dal generale Theodor Freiherr von Wrede, schierata nella zona a sud del lago, mentre sul suo fianco destro c'era la 18ª divisione di fanteria, comandata dal generale Friedrich Herrlein. Entrambe resistettero fino al 20 gennaio, quando venne ordinato il ripiegamento a ovest del fiume Lovat'. Il giorno 23, il fronte tedesco venne rinforzato dall'81ª divisione di fanteria, comandata dal generale Erich Schopper, allo scopo di tenere Staraja Russa, minacciata anche dall'avanzata della 52ª e della 34ª armata sovietica, comandate dal generale Klykov e dal generale Berzarin, che stavano premendo in direzione di Demjansk, mentre la 3ª armata d'assalto del generale Maksim A. Purkajev puntava verso Cholm.

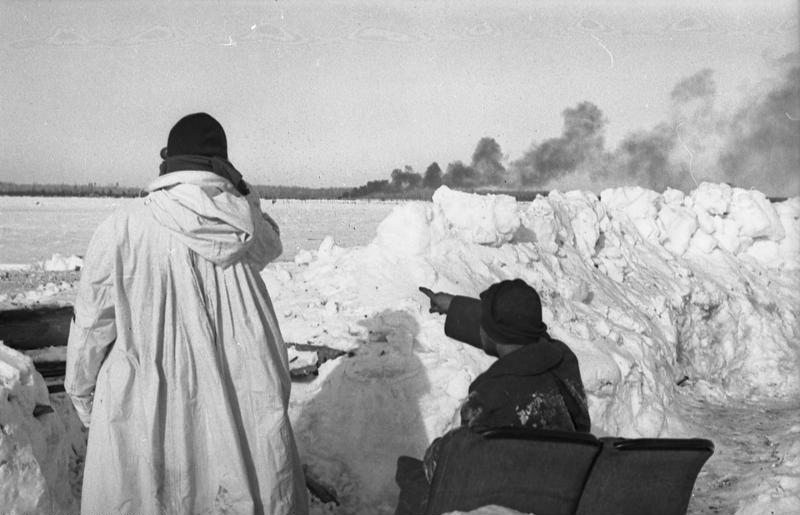
Soldati tedeschi al riparo in una trincea durante i combattimenti a Cholm

Il generale Pavel Alekseevič Kuročkin, comandante del Fronte Nord-occidentale (gruppo di armate sovietico che coordinava l'offensiva in questo settore del fronte), fece entrare in azione anche la 4ª Armata d'assalto del generale Andrej Ivanovič Erëmenko, che aveva l'incarico di separare i due gruppi d'armate tedeschi per deviare successivamente verso sud-ovest, al fine di contribuire all'accerchiamento e all'annientamento dell'Heeresgruppe Mitte, e contestualmente di impadronirsi dei grandi depositi di rifornimento tedeschi che si trovavano nella cittadina di Toropez, indispensabili, vista la carenza di risorse a disposizione dell'Armata Rossa per perseguire l'obiettivo; compito che venne assolto il 21 gennaio dalla 249ª divisione fucilieri, comandata dal generale Tarasov. Il fronte tedesco in quel momento presentava nella zona in direzione di Vitebsk una falla larga circa 120 chilometri, che il comandante del LIX corpo d'armata, il generale Kurt von der Chevallerie, riuscì a chiudere utilizzando tre divisioni provenienti direttamente dalla Francia: l'83ª, comandata dal generale Alexander von Zülow, la 330ª, comandata dal generale Karl Graf, e la 205ª, comandata dal generale Ernst Richter. I combattimenti si svolsero nei pressi dei villaggi di Velish e di Kresti. Le unità di rincalzo tedesche riuscirono a bloccare l'avanzata del gruppo di armate sovietico impedendogli di giungere a Vitebsk. Analoga sorte per la 3ª armata, che fu bloccata a Cholm dalla resistenza di un piccolo distaccamento comandato dal generale Theodor Scherer.

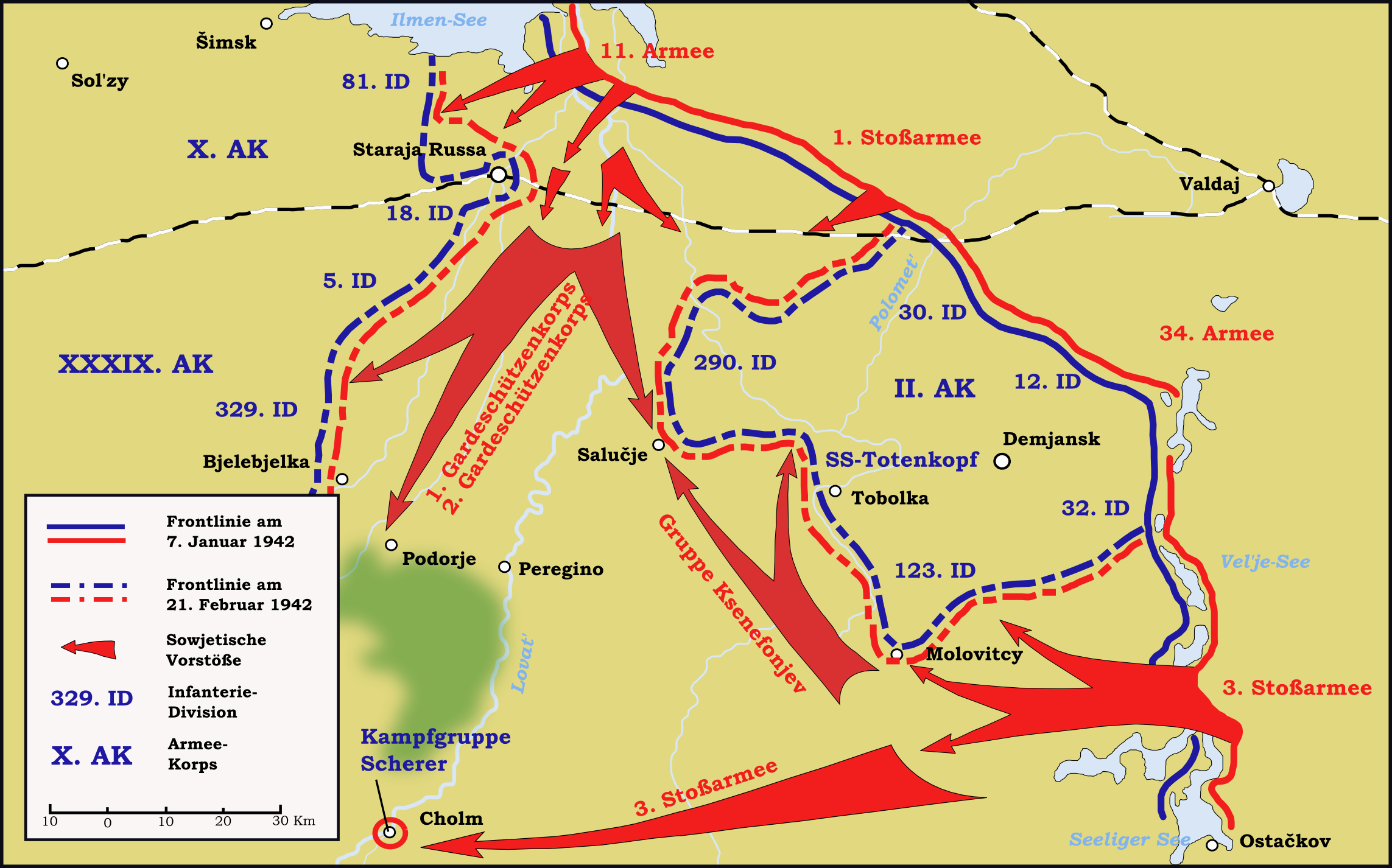
Movimenti dell'Armata Rossa nel settore nord dello schieramento tedesco 7 gennaio - 21 febbraio

Nel settore di Demjansk, il II corpo d'armata tedesco comandato dal generale Walter Graf von Brockdorff-Ahlefeldt che comprendeva cinque divisioni di fanteria più la divisione SS Totenkopf, comandata dall'Oberführer Theodor Eicke, stavano resistendo all'avanzata del gruppo di armate sovietico, ma l'8 febbraio esso venne circondato, e il 22 Hitler comunicò che l'unità, al pari del distaccamento assediato a Cholm, avrebbe dovuto resistere per impedire ai sovietici di dilagare alle spalle dello schieramento tedesco. Quindi i due capisaldi sarebbero stati riforniti per via aerea fino alla fine dell'inverno con un imponente ponte aereo che giornalmente faceva atterrare e ripartire circa 100 aerei da trasporto, per permettere la sopravvivenza e la possibilità di combattere agli oltre 100 000 soldati chiusi nella sacca. Furono trasportate circa 65 000 tonnellate di rifornimenti, mentre più di 35 000 feriti poterono essere trasportati nei ricoveri delle retrovie. La contemporanea resistenza dei due capisaldi permise ai tedeschi di evitare il crollo del fronte e di tenere impegnate ingenti forze nemiche fino al sopraggiungere del disgelo, che a causa del fango avrebbe bloccato qualunque operazione a largo raggio dell'Armata Rossa.

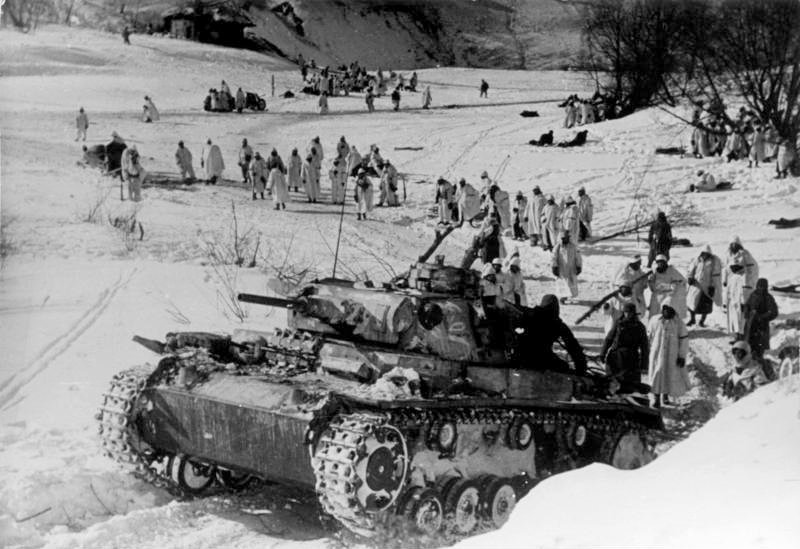
Un reparto tedesco in sosta nei pressi di Demjansk

Contemporaneamente, la spinta delle armate sovietiche si sviluppò il 3 gennaio nel punto di sutura tra la 61ª divisione, comandata dal generale Siegfried Haenicke, e la 21ª divisione, comandata dal generale Otto Sponheimer, nei pressi della foce del fiume Tigoda. Per evitare il pericolo di uno sfondamento venne inviata la 291ª divisione, comandata dal generale Kurt Herzog, che riuscì momentaneamente a fermare l'avanzata delle truppe sovietiche che tentavano, nel settore tra Kirisci e Novgorod, di sfondare la linea sul fiume Volchov. Il 13 gennaio, la 52ª armata sovietica attaccò nello spazio tra la 126ª divisione e la 215ª divisione, comandate rispettivamente dai generali Paul Laux e Bruno Frankewitz. Reparti della 327ª divisione fucilieri, avanguardia della 2ª armata d'urto sovietica, superarono la prima linea di difesa tedesca, e il 17 gennaio giunsero alla rotabile Novgorod-Ciudovo continuando ad avanzare. Il 28 gennaio venne attaccata Jeglino. A nord, la 54ª armata sovietica, comandata dal generale Fedunindki, avanzava a sud del lago Ladoga, con l'intento di congiungersi con la 2ª armata a Ljuban' e annientare il I corpo d'armata tedesco. La 215ª divisione e la 269ª di fanteria, comandata quest'ultima dal generale Ernst von Leyser, resistettero fino al 1º marzo, quando l'arrivo della 58ª divisione comandata dal generale Karl von Graffen consentì ai tedeschi di stabilizzare il fronte e di preparare il contrattacco che iniziò il 15 marzo. Quattro giorni dopo, le unità si congiunsero con la 209ª divisione, comandata dal generale Wolf Schede, ristabilizzando il fronte, bloccando l'offensiva verso Leningrado, e circondando la 2ª armata sovietica.

## Il blocco dell'offensiva sovietica

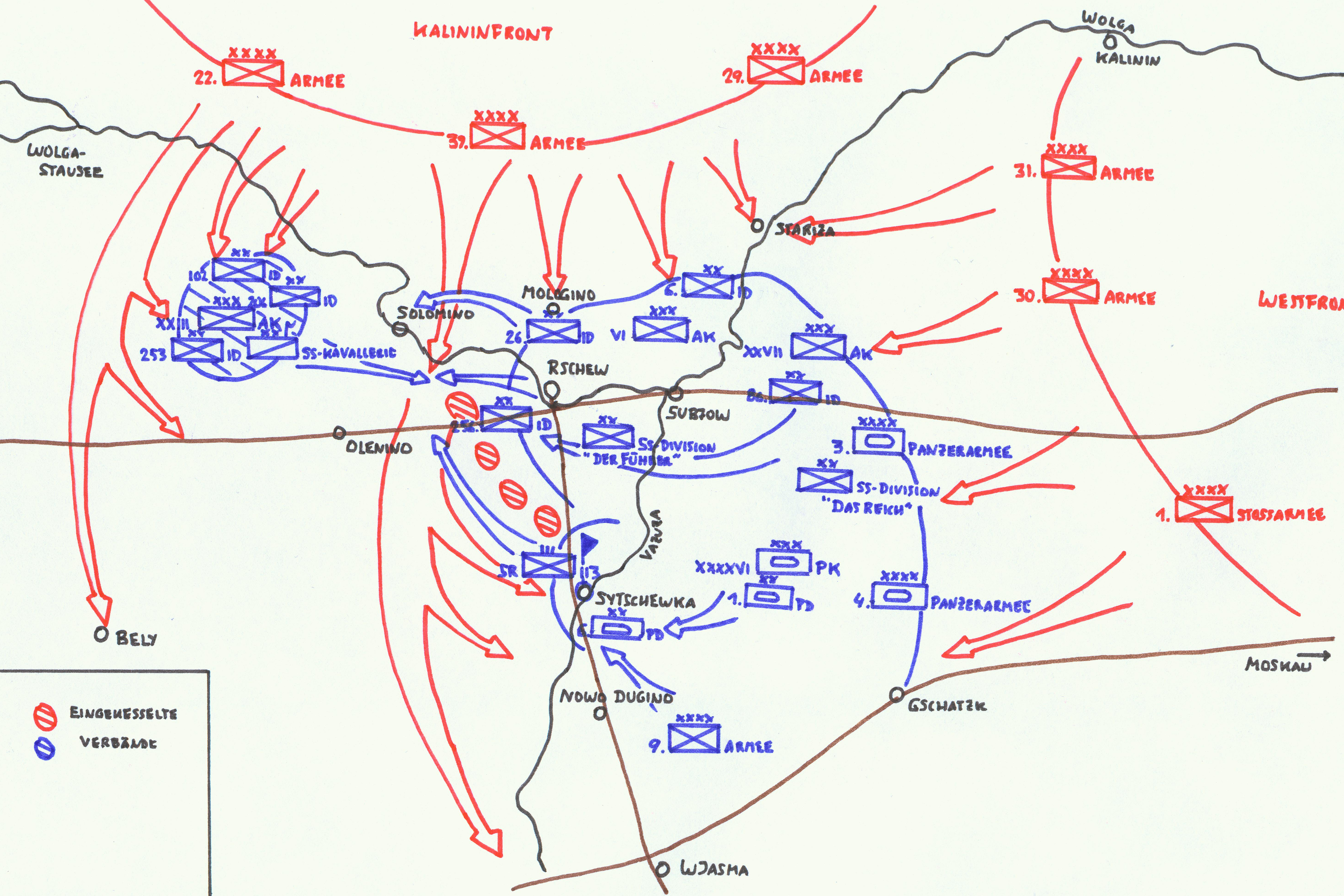
Il contrattacco tedesco nel settore di Ržev che riuscì a fermare l'avanzata della 39ª armata sovietica

Il 15 gennaio, il generale Walter Model sostituì il generale Adolf Strauß al comando della 9ª armata, che doveva fronteggiare la spaccatura del fronte dove la 29ª e la 39ª armata sovietica stavano proseguendo l'avanzata verso Vjaz'ma, lasciando sul loro fianco sinistro la città di Ržev. Egli decise di contrattaccare il nemico nella zona di Sicevka, sia per bloccare l'avanzata, sia per ristabilire il fronte che stava correndo il rischio di sfaldarsi: la 1ª divisione corazzata venne inviata sul posto il 21 gennaio e subito dopo le venne affiancata la divisione corazzata Das Reich, comandata dall'SS-Obergruppenführer Matthias Kleinheisterkamp. Il 22 gennaio le forze tedesche contrattaccarono in direzione di Ossuiskoje, mentre la 256ª divisione, comandata dal generale Gerhard Kauffmann, insieme alla 206ª divisione, attaccarono a ovest di Ržev, con l'intento di intrappolare le nove divisioni della 29ª e della 39ª armata sovietica che erano penetrate in profondità nel fronte tedesco.

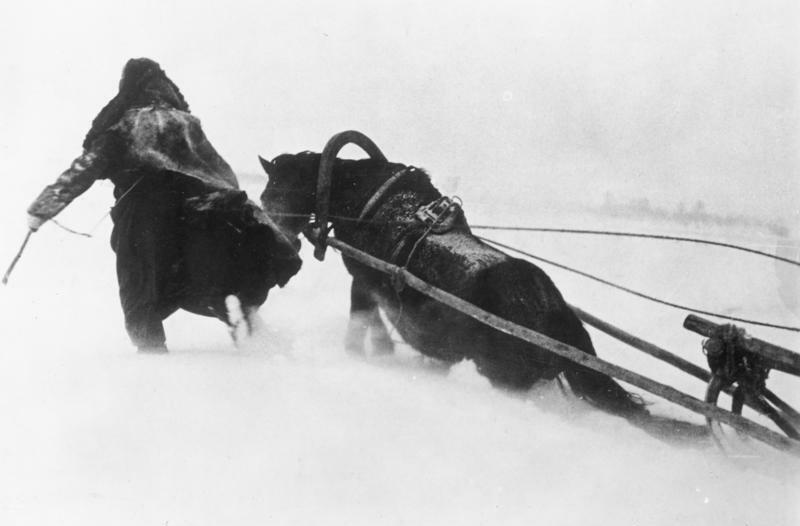
Un fante tedesco accanto ad una slitta trainata da un cavallo durante una tormenta

Il 23 gennaio le punte delle forze avanzanti si congiunsero, dando la possibilità al XXIII corpo d'armata di riunirsi con la 9ª armata. Il 4º reggimento corazzato Der Führer, comandato dal Brigadeführer Otto Kumm, fu inviato a tenere la posizione sul Volga, nel punto in cui le forze sovietiche avevano attraversato il fiume gelato, e grazie all'intervento della 5ª divisione corazzata fu possibile bloccare il contrattacco sovietico che ebbe inizio il 26 gennaio. Il 4 febbraio, l'86ª divisione di fanteria tedesca riuscì a riconquistare Ossuiskoje, mentre il 6 febbraio si unì con i primi reparti della 1ª divisione corazzata presso Certolino, chiudendo definitivamente la tenaglia che riuscì a reggere il tentativo di sortita da parte delle truppe sovietiche il 18 febbraio. L'azione difensiva di Model era riuscita nel duplice obiettivo di fermare l'avanzata della 29ª e la 39ª armata sovietica e di ristabilire la linea del fronte, evitando il pericolo di un ricongiungimento delle forze sovietiche a Vjaz'ma, alle spalle dello schieramento tedesco.
Nel settore sud, la 4ª armata di fanteria tedesca, ora al comando del generale Ludwig Kübler, era esposta al pericolo di una falla nel fronte, larga circa 80 chilometri tra Kaluga e Belëv. La 10ª armata sovietica aveva accerchiato a Suhinichi la 216ª divisione di fanteria comandata dal generale Werner von Gilsa, mentre il 7 gennaio il generale Schmidt, nuovo comandante della 2ª armata corazzata, diede ordine alla 18ª divisione corazzata, comandata dal generale Walther Nehring, alla 4ª divisione corazzata del generale Heinrich Eberbach, e alla 208ª divisione di fanteria, comandata dal generale Hans-Karl von Scheele, di avanzare lungo la linea del fiume Oka allo scopo di colmare lo spazio tra Suhinichi e Orel, oltre a ristabilire il fronte e a respingere la 10ª armata sovietica. Il 17 gennaio le tre unità giunsero in linea e, il 24, presero contatto con le unità periferiche della 216ª divisione. La città fu evacuata e nello stesso tempo la linea del fronte fu ristabilita. Così, anche nel settore sud, il pericolo dell'accerchiamento dell'Heeresgruppe Mitte fu scongiurato.

## Epilogo

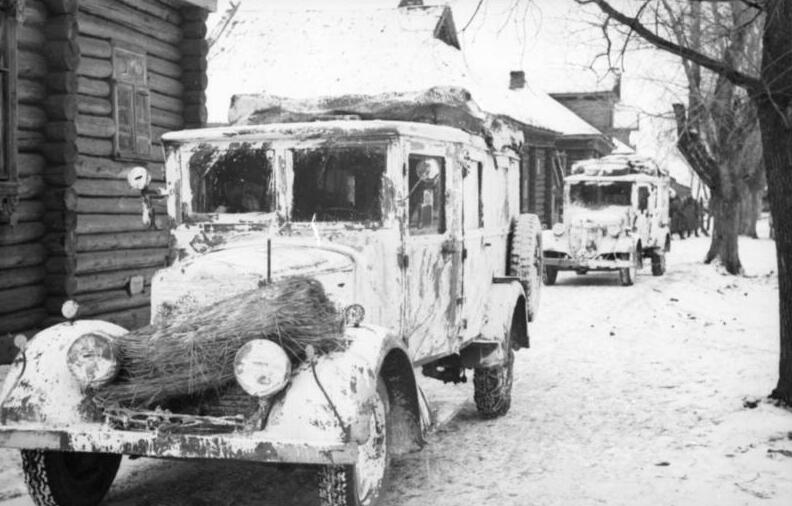
L'inverno sovietico, unito al problema della grandi distanze, rese enormemente difficoltoso il problema dei rifornimenti per la Wehrmacht

Il fallimento dell'attacco a Mosca da parte della Wehrmacht, e più in generale la fine del sogno di Hitler di sconfiggere l'Unione Sovietica in un tempo massimo di sei mesi, al fine di permettere alla Germania di isolare totalmente la Gran Bretagna e quindi di vincere la guerra, fu il risultato di un insieme di fattori. Innanzitutto le grandi distanze, che in un paese scarsamente dotato di strade percorribili dai mezzi motorizzati, e provvisto di uno scartamento ferroviario differente da quello tedesco, avrebbero fortemente condizionato il fattore velocità, essenziale per sconfiggere un esercito dotato di risorse umane quasi illimitate. Un altro elemento che contribuì in modo determinante alla sconfitta tedesca fu l'impiego da parte dell'Armata Rossa di carri armati quali il T-34 e il KV-1, praticamente sconosciuti all'OKH, i quali, nonostante all'inizio del conflitto fossero utilizzati secondo l'antiquata concezione di "batteria mobile" in uso durante la prima guerra mondiale, si dimostrarono notevolmente superiori a tutti i mezzi corazzati di cui disponeva la Germania nel 1941.

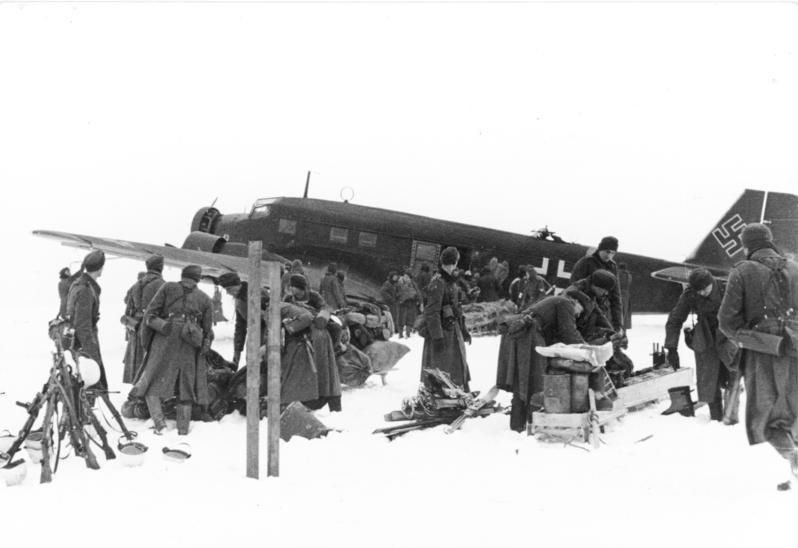
Un aereo da trasporto tedesco Junkers Ju 52, con il quale vennero rifornite le unità rimaste intrappolate a Cholm ed a Demjansk

Durante la pianificazione dell'operazione Barbarossa furono trascurati - o scarsamente considerati - elementi che durante l'avanzata sarebbero emersi in modo evidente, come le errate informazioni sul numero di divisioni che poteva schierare l'Armata Rossa, e parimenti la mancanza di mappe dettagliate della rete stradale dell'Unione Sovietica. La mancanza di informazioni esatte, o comunque il più possibile vicine alla realtà, aumentarono le difficoltà che si frapponevano mano a mano che l'offensiva procedeva. Un fattore determinante fu costituito anche dall'indecisione di Hitler nel considerare Mosca come obiettivo primario, e allo stesso tempo di volere perseguire contemporaneamente molteplici obiettivi, modificando in corso d'opera piani che i vertici militari avevano a loro tempo considerato difficilmente realizzabili con le forze a disposizione della Wehrmacht. Questi elementi, uniti all'inspiegabile decisione di rinunciare all'occupazione di Leningrado, al fallimento della conquista del porto di Murmansk e all'ostinata volontà del Führer di inviare consistenti forze a sud per chiudere a Kiev l'intero gruppo di armate sovietiche del fronte meridionale, contribuirono a ritardare l'offensiva verso la capitale e a prosciugare progressivamente le forze di cui la Wehrmacht disponeva.

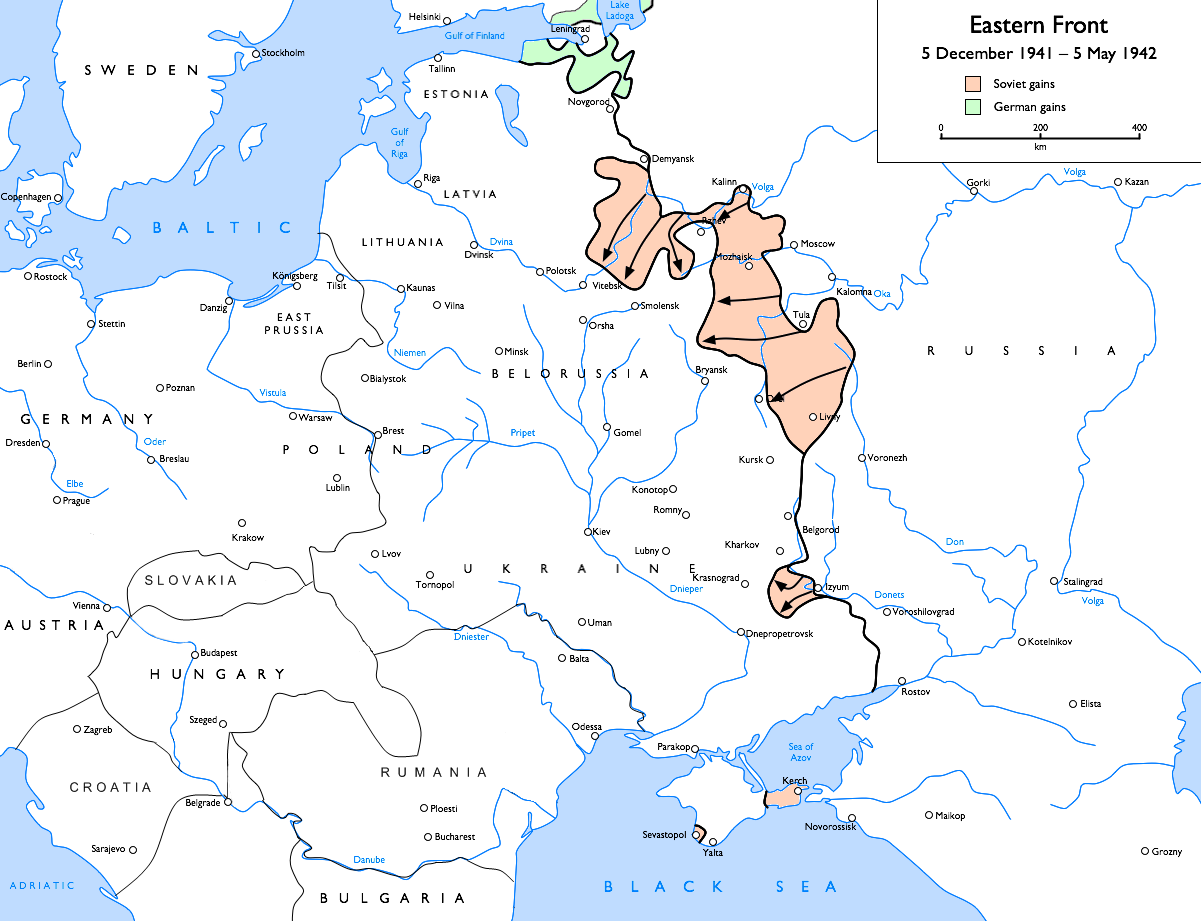
Movimenti dell’Armata Rossa sul fronte orientale dal 5 dicembre 1941 al 5 maggio 1942

L'attacco verso Mosca iniziò il 30 settembre, in un periodo pericolosamente a ridosso dell'inizio delle piogge autunnali, ma Hitler era convinto che l'Armata Rossa fosse allo stremo delle forze e che l'occupazione della città sarebbe avvenuta prima dell'arrivo del maltempo. Queste previsioni si rivelarono errate, e il rallentamento dell'offensiva fece ben presto nascere nei vertici militari la consapevolezza dell'impossibilità della realizzazione dell'obiettivo. Le conseguenze di tale ingiustificato ottimismo si rivelarono nel momento in cui l'Armata Rossa, rassicurata sul mancato pericolo dell'apertura di un secondo fronte orientale a causa dell'intenzione del Giappone di attaccare nel Pacifico, e quindi rafforzata dalle divisioni siberiane, passò alla controffensiva. Il Führer, visto l'insuccesso dell'attacco alla capitale, rimosse un grande numero di alti ufficiali dall'incarico, incolpandoli personalmente del fallimento dell'obiettivo e assumendo contemporaneamente il comando delle forze armate, col risultato di indebolire ulteriormente la Wehrmacht a causa delle considerevoli perdite che essa ebbe a soffrire per i mancati ripiegamenti e soprattutto per il freddo che i soldati non riuscirono a sopportare poiché privi di equipaggiamento invernale.
La battaglia di Mosca venne perduta e, esaurita la controffensiva sovietica, il fronte rimase stabile fino all'inizio dell'estate del 1942, quando la Germania dette inizio all'operazione Blu, ossia l'offensiva nel Caucaso con l'obiettivo di impadronirsi dei pozzi petroliferi di Baku. Le unità rimaste alle spalle del fronte sovietico, principalmente a Cholm ed a Demjansk, vennero rifornite attraverso ponti aerei, tanto che il successo di tali operazioni fece erroneamente ritenere a Hitler che un'armata potesse essere rifornita per via aerea. Questa errata valutazione contribuì alla sconfitta della 6ª armata durante la battaglia di Stalingrado.